# Смерть Петра Чайковского

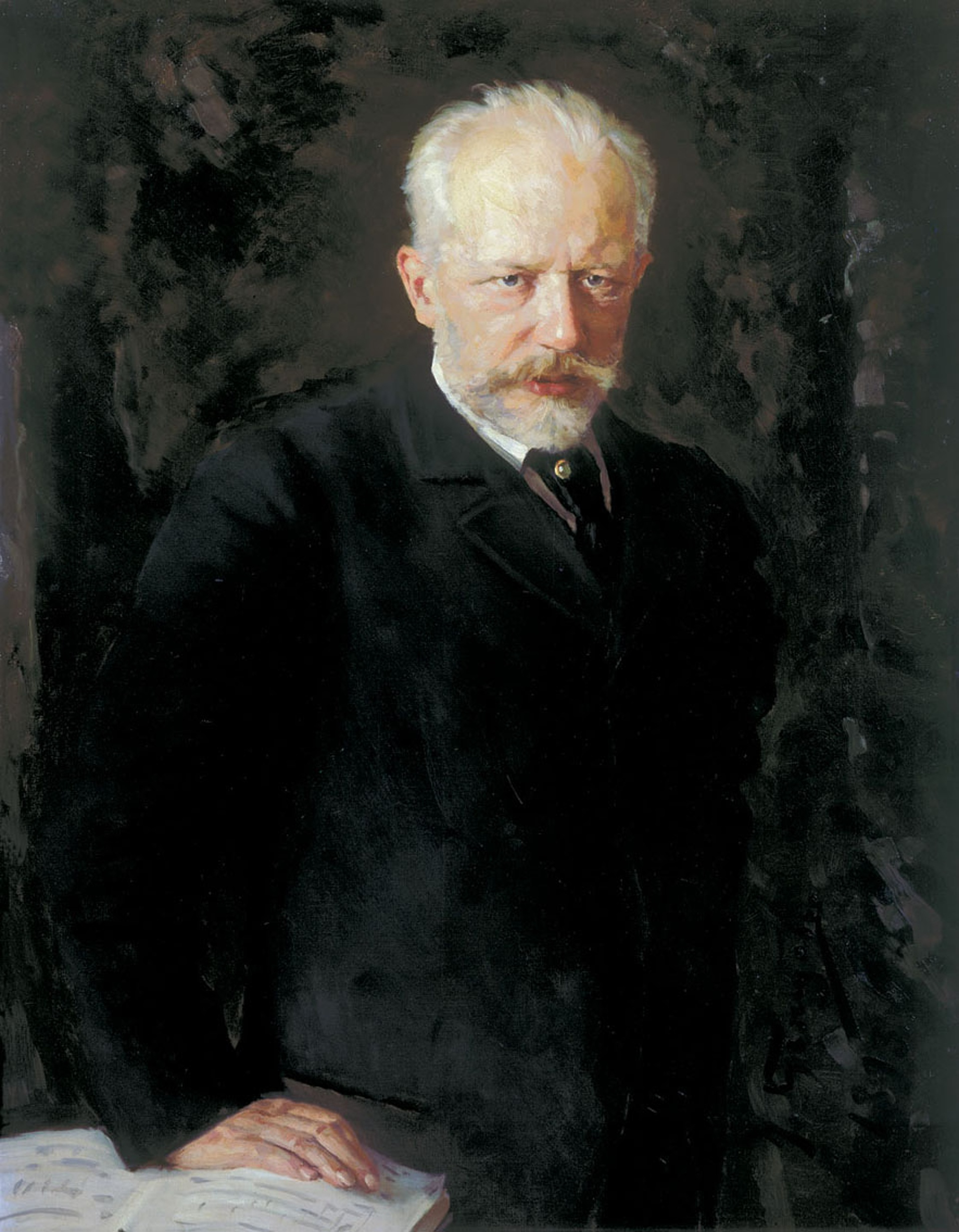
Николай Кузнецов. Портрет П. И. Чайковского, 1893. Государственная Третьяковская галерея

Тема смерти русского композитора Петра Ильича Чайковского 25 октября (6 ноября) 1893 года, неоднократно привлекавшая внимание музыковедов в России и за её пределами, разделила их на два непримиримых лагеря: сторонников официальной версии о смерти композитора от холеры, опирающейся на воспоминания современников и сообщения петербургской прессы осенью 1893 года, и сторонников версии о самоубийстве композитора, в основе которой лежат устные сообщения и предположения. Широкий интерес к ней возник в 1980-е годы в связи с публикацией в США целого ряда статей музыковеда-эмигрантки Александры Орловой. Американский музыковед, специализирующийся на русской музыке и балете XIX века, Роланд Джон Уайли в книге «Чайковский», вышедшей в 2009 году в издательстве Оксфордского университета, предложил ещё одну версию смерти композитора: «смерть возникла в результате совокупности [негативных] факторов» образа жизни Чайковского на протяжении последних лет жизни, наложившихся на катар желудка, диагностированный у него.
Воспоминания о смерти композитора оставили его родственники и друзья, в октябре 1893 года в газетах ежедневно публиковались сообщения о состоянии здоровья Чайковского. В разное время статьи и книги об этом трагическом событии публиковали музыковеды, культурологи, историки. Попытки установить причины смерти композитора предпринимали и представители естественных наук — профессор-микробиолог Николай Блинов в монографии «Последняя болезнь и смерть П. И. Чайковского. До и после трагедии» (1994) и психиатр Зинаида Агеева в книге «Чайковский. Гений и страдание» (2019).
Смерть композитора получила широкое отражение в художественной литературе, публицистике, кинематографе и даже в оперном театре. Среди наиболее известных произведений, подробно и ярко раскрывающих эту тему, фильм скандально известного британского режиссёра Кена Рассела «Любители музыки» (англ. «The Music Lovers», 1971), лента «Средь шумного бала» (1939, оригинальное название: нем. «Es war eine rauschende Ballnacht» — «Эта упоительная бальная ночь»), снятая в нацистской Германии режиссёром Карлом Фрёлихом, немецкий писатель Клаус Манн подробно рассказывал о смерти Чайковского в своём романе «Пётр Ильич Чайковский. Патетическая симфония» (нем. «Symphonie Pathétique», 1935).

## Хронология событий в свидетельствах современников

### Наиболее распространённая версия причины болезни

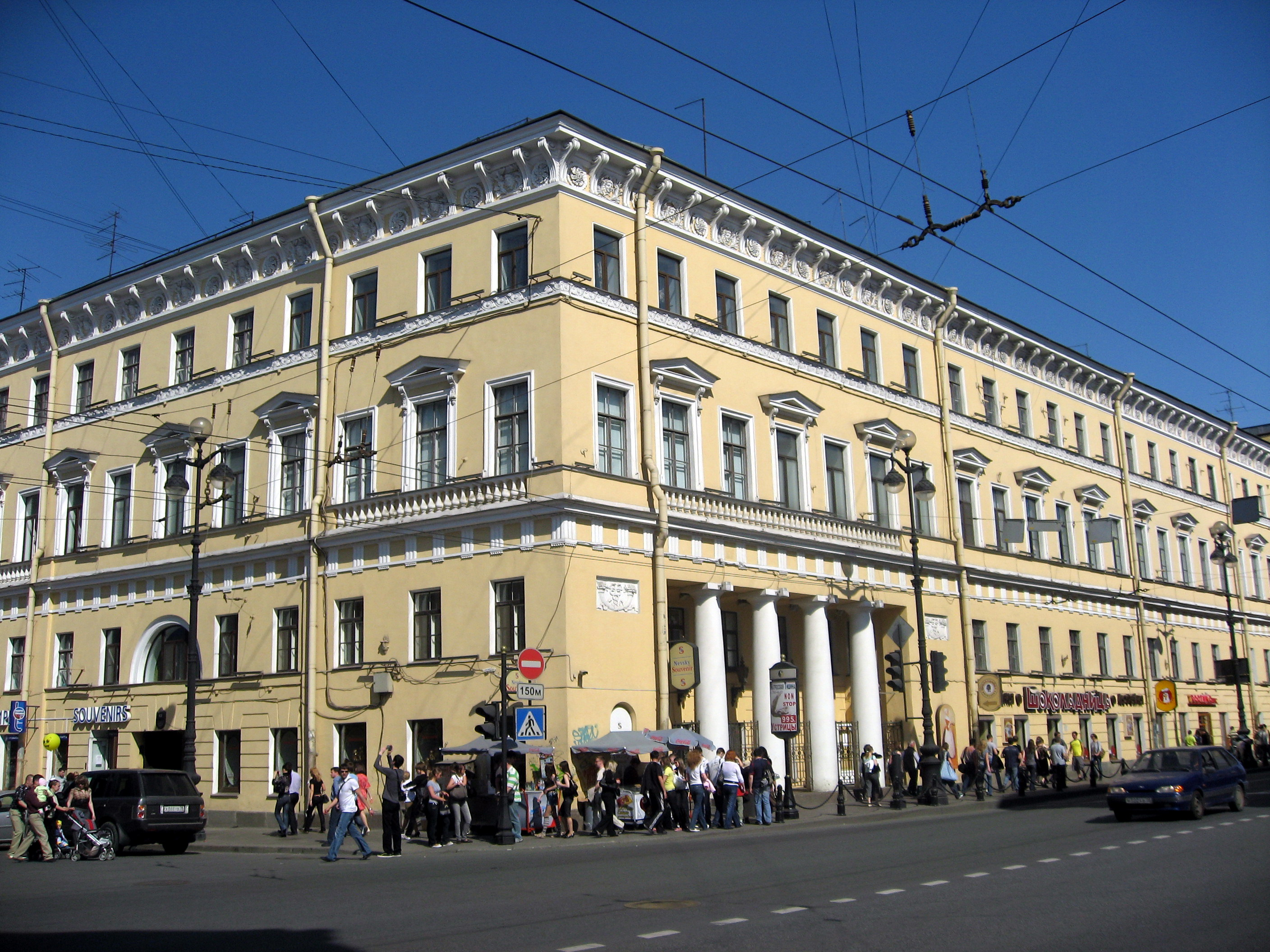
Здание в Санкт-Петербурге, где размещался ресторан Лейнера, 2008

Утром 20 октября (1 ноября) 1893 года Чайковский принял юридического представителя фирмы «В. Бессель» Августа Герке, который привёз проект нового договора на авторские права оперы «Опричник».
Брат Чайковского Модест свидетельствовал, что композитор был «совершенно здоров»: он прогуливался с одним из своих племянников — графом Александром Литке, затем пообедал у родственницы и приятельницы Веры Бутаковой. Чайковский был в «хорошем расположении духа, весел и бодр». В юности композитор был увлечён Бутаковой и посвятил ей цикл пьес для фортепиано «Воспоминание о Гапсале» (1867). Обед был интимным (присутствовал только Юрий Давыдов — племянник Чайковского), «прошёл тепло и уютно».
На вечер Чайковский забронировал ложу в Александринском театре на спектакль «Горячее сердце» русского драматурга Александра Островского. Его сопровождали многочисленные родственники и друзья. «Во время спектакля Пётр Ильич был очень весел, шутил и смеялся над бесподобной игрой своего любимца К. А. Варламова», — вспоминал его племянник Юрий Давыдов. После спектакля, узнав, что дома нет ужина, Чайковский предложил всей компании зайти в ресторан Ф. О. Лейнера. Предложение было принято. В воспоминаниях, посвящённых последним дням композитора, Юрий Давыдов называет причину посещения именно этого ресторана: с Чайковским было много молодых людей, которые ещё проходили обучение, а «это был один из немногих ресторанов, который впускал нас, учащихся, с чёрного хода, конечно, не бесплатно».
Осенью 1893 года Санкт-Петербург был охвачен эпидемией холеры, рекомендовалось не использовать сырую воду не только для питья, но даже для умывания. Вечером после спектакля Чайковский отужинал в компании близких друзей и родственников в ресторане Ф. О. Лейнера (это заведение не отличалось роскошью, но сюда охотно заходили артисты после спектаклей, чтобы скромно и вкусно поужинать). По свидетельству ряда современников (например, племянника Юрия Давыдова, вспоминавшего о событиях в ресторане спустя многие годы после них, впервые же данная версия появилась в печати в петербургских газетах 26 октября 1893 года), композитор выпил стакан сырой воды. Юрий Давыдов вспоминал, что друзья отговаривали его от этого, а брат Модест пытался отобрать стакан силой. Композитор при этом заявил: «Я не верю в холеру!». Сам Модест Чайковский не упоминал эпизод со стаканом сырой воды в 3-м томе биографии брата. Он писал, напротив, что композитор запивал макароны «белым вином с минеральною водою». Биограф композитора Александр Познанский считал, что следует доверять версии Модеста Чайковского, а более поздние свидетельства современников, в том числе и Давыдова, он называл «плодом их собственной фантазии». Исследователь утверждал, что все, кто настаивал на заражении Чайковского в ресторане Лейнера, вообще не были там с композитором. Познанский так объяснял причину этого: «Люди, близкие к великому композитору, сочли допустимым искажение истины, чтобы придать больший вес себе самим как очевидцам [событий]».

### Альтернативные версии причины заболевания
Существуют и другие задокументированные версии современников, касающиеся событий, связанных со смертью композитора, подробно изложенные в книге доктора биологических наук Николая Блинова:
- По одной из них, изложенной Модестом Чайковским сначала в газетной статье через несколько дней после смерти брата, а затем — в трёхтомной биографии композитора, Чайковский утром 21 октября за завтраком дома выпил стакан сырой воды, уже чувствуя недомогание[9][34][21][35][33][36][18][37]. Познанский писал, что попытка придать именно этому событию фатальное значение была связана с желанием брата оправдать самого себя: композитор с утра чувствовал себя плохо, а Модест не придал этому серьёзного значения[37][36].
- Газета «Биржевые ведомости» 27 октября сообщала, что якобы Чайковский выпил стакан сырой воды ночью, предварительно поставив его себе вечером 20 октября на ночной столик[33].
- По ещё одной версии («Новости и Биржевая газета», 26 октября 1893 года), на ночной столик композитора на ночь с 20 на 21 октября некто (имя не было названо) поставил графин с сырой водой, из которого Чайковский пил ночью[33].

### Развитие болезни

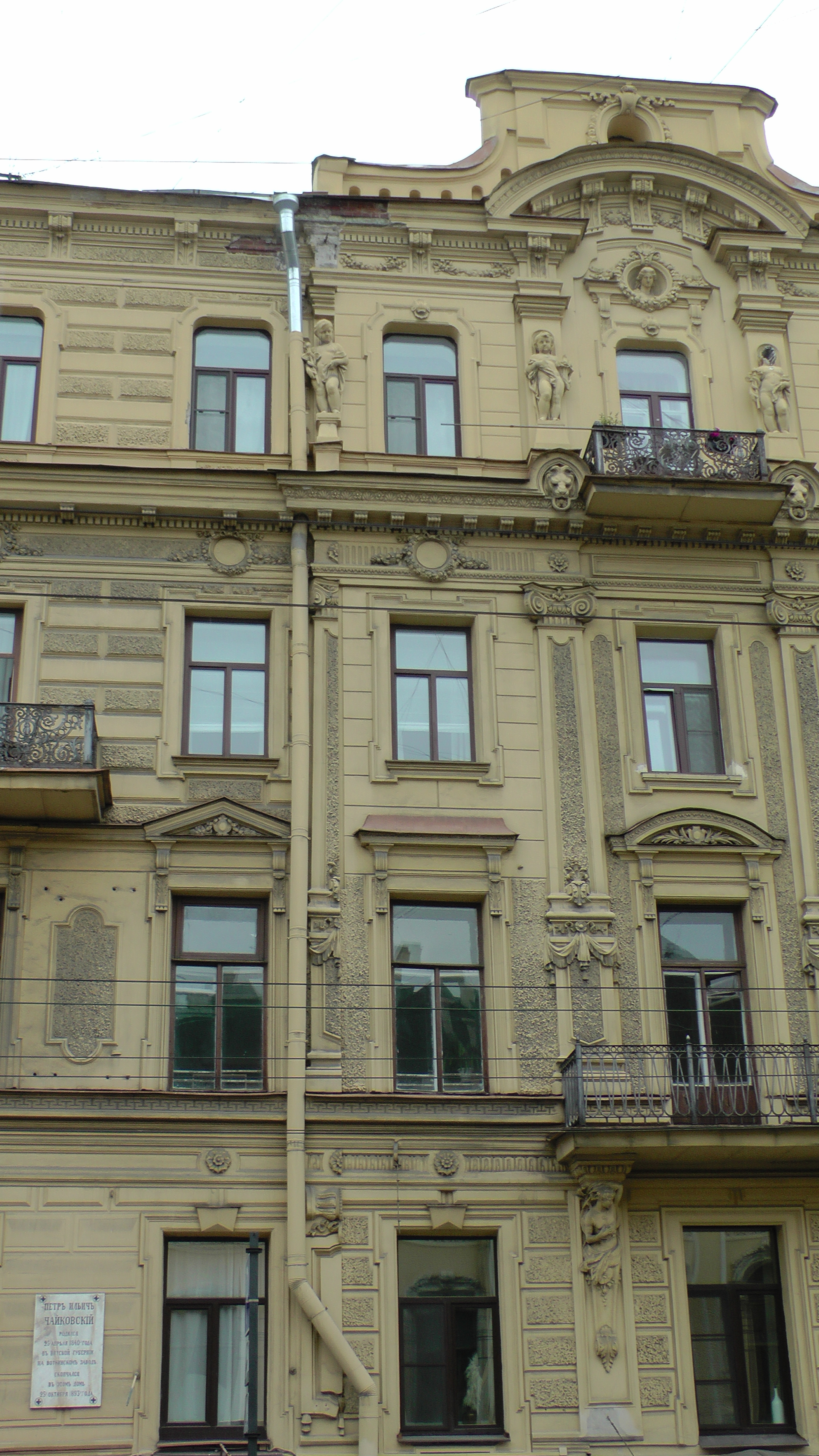
Дом, где умер П. И. Чайковский на квартире Владимира Давыдова и Модеста Чайковского, 2021

Композитор вернулся на квартиру, которую снимал его племянник Владимир Давыдов вместе с братом композитора Модестом на углу Малой Морской улицы и Гороховой (на пятом этаже дома 13). Там остановился Чайковский, прибыв в столицу, чтобы дирижировать первым исполнением своей Шестой симфонии. Утром 21 октября (2) ноября у него проявились первые признаки недомогания: понос и рвота. Тем не менее к 11 часам утра композитор вышел из дома, чтобы встретиться с композитором и главным дирижёром Мариинского театра Эдуардом Направником, но сразу же вернулся. Два часа после этого (у Познанского это происходило до выхода из дома) он работал над составлением писем. Чайковский принял двух посетителей: представителя фортепианной фабрики Ф. Мюльбаха и композитора Александра Глазунова. Познанский обращал внимание на слова Модеста Чайковского, что у композитора были частыми желудочные проблемы, похожие на симптомы холеры, поэтому на его последнюю болезнь не обратили внимания сразу и не приняли немедленные меры. Рядом с больным не оказалось «компетентного и ответственного человека» — «все разбрелись, никого не было дома, кроме лакея, который стал применять все знакомые ему домашние средства».
Вечером к нему был вызван «семейный врач» Василий Бертенсон, он не решился поставить диагноз и пригласил для консультации старшего брата — доктора Льва Бертенсона. Позже, однако, в статье «За 30 лет» Василий Бертенсон писал, что определил заболевание: «по освидетельствовании выделений больного у меня не осталось сомнений, что у Петра Ильича форменная холера». Познанский, приводящий эти слова доктора, пишет, что распознавание этой болезни на ранних стадиях всегда затруднено, ибо она напоминает другие пищевые отравления и диагноз всегда должен быть подтвержден бактериологически. Лев Бертенсон поставил диагноз — тяжёлая форма азиатской холеры — и назначил лечение. 22 октября (3) ноября состояние Чайковского ухудшилось — появились судороги. На квартиру Модеста Чайковского и Владимира Давыдова прибыли врачи-ассистенты Александр Зандер и Николай Мамонов. Факт заболевания холерой Чайковского в этот день был доведён до сведения официальных инстанций. Вечер и ночь этого дня прошли в борьбе за жизнь больного (врачи оценили состояние больного как «альгидную стадию» холеры). Кроме врачей, при композиторе в дни болезни находились фельдшер, брат Модест, Владимир Давыдов, три брата Литке, слуга Назар Литров, другой слуга — Алексей Софронов, вызванный из Клина, — приехал позже, Чайковский не сразу его узнал.
К утру следующего дня наступило некоторое улучшение (Модест Чайковский относил его к утру и дневному времени 22 октября). Познанский воспринимал это не как реальное улучшение состояния больного, а как восприятие композитором своего состояния — Чайковский посчитал, что его жизнь уже спасена. 23 октября (4) ноября в столице распространились слухи о болезни композитора. Лев Бертенсон стал подозревать «начало уремии в стадии постхолерного „тифоида“». 24 октября (5) ноября сведения о болезни композитора появились в прессе. Состояние больного ухудшилось: ослабление организма, нарушение сознания. На дверях дома начали вывешивать бюллетени о состоянии больного. Первый бюллетень появился 24 октября в 14 часов 30 минут, второй — в 22 часа 30 минут. Когда в городе распространился слух о болезни Чайковского, многие петербуржцы приходили, чтобы узнать новости о его здоровье. Поклонники композитора пытались даже проникнуть в квартиру больного, несмотря на сопротивление слуг. У самого больного пропала вера в выздоровление, он некоторое время отказывался принимать тёплую ванну, прописанную врачами, ссылаясь, что его мать умерла в 1854 году от холеры именно в ванной. Когда Чайковский наконец дал согласие на эту процедуру, то, едва опустившись в воду, тут же попросил вынуть, так как, по его словам, терял силы. Александр Познанский допускал, что страх композитора перед тёплой ванной был дополнен ещё и «сентиментальным сопротивлением братьев Чайковского» Модеста и Николая, которые были очевидцами смерти матери. Именно этим он объяснял задержку со спасительной процедурой: эмоции больного врач, вероятно, проигнорировал бы, но перед нажимом братьев он устоять не сумел. В двухтомной биографии композитора Познанский писал, что после кратковременной ванны, «впрыскивания» камфоры и мускуса состояние больного несколько улучшилось.

### Смерть композитора
Ближе к ночи начались отёк лёгких и ослабление сердечной деятельности. Врачи признали состояние больного безнадёжным, и Лев Бертенсон покинул квартиру. В 3 часа 15 минут 25 октября (6) ноября 1893 года Чайковский «скончался в результате прекращения сердечной деятельности». У его постели находились братья композитора Николай и Модест, племянник Владимир Давыдов, врач Николай Мамонов (в двухтомнике Познанский добавляет к ним Александра Литке и Николая Литке, Рудольфа Буксгевдена, Назара Литрова с женой и Алексея Софронова). Модест Чайковский писал:

Дыхание становилось всё реже, хотя всё-таки вопросами о питье можно было его как бы вернуть к сознанию: он уже не отвечал словами, но только утвердительными и отрицательными звуками. Вдруг глаза, до тех пор полузакрытые и закатанные, раскрылись. Явилось какое-то неописуемое выражение ясного сознания. Он по очереди остановил свой взгляд на трёх близ стоявших лицах, затем поднял его к небу. На несколько мгновений в глазах что-то засветилось и с последним вздохом потухло. Было 3 часа утра с чем-то.— Модест Чайковский. Записки о П. И. Чайковском
«Новости и Биржевая газета» опубликовала воспоминания другого родственника о смерти композитора, не назвав читателям его имя (с точки зрения Александра Познанского, это был брат композитора Николай), которые несколько отличаются от версии Модеста.
«Не далее как за десять минут до кончины он открыл глаза: взор его остановился на племяннике и брате. В этом взоре так читалась беспредельная любовь, тоскливое прощание».
Пришедший со Святыми Дарами незадолго до смерти композитора священник Исаакиевского собора не смог причастить умирающего из-за его бессознательного состояния и только прочёл над ним отходные молитвы.
Племянника композитора Юрия Давыдова не пустили в квартиру, опасаясь заражения, он сидел на ступеньках полутёмной лестницы и получал информацию от выходивших к нему брата Владимира и Модеста Чайковского. Со слов своего брата Владимира Юрий утверждал, что композитор перед смертью в бреду вспоминал мать, отца, сестру и её мужа, других родственников, коллег, Надежду фон Мекк (Модест Чайковский подтверждал, что брат постоянно вспоминал её имя, но утверждал, что композитор «гневно упрекал» фон Мекк, Юрий Давыдов же писал, что композитор лишь высказывал обиду, что она его покинула), а когда приходил в себя, то благодарил всех, кто находился у его постели, в последний момент он несколько раз упоминал «проклятую курноску» (смерть), гнал её от себя и посылал ей проклятья. С этими словами на устах он и скончался.

Николай Чайковский
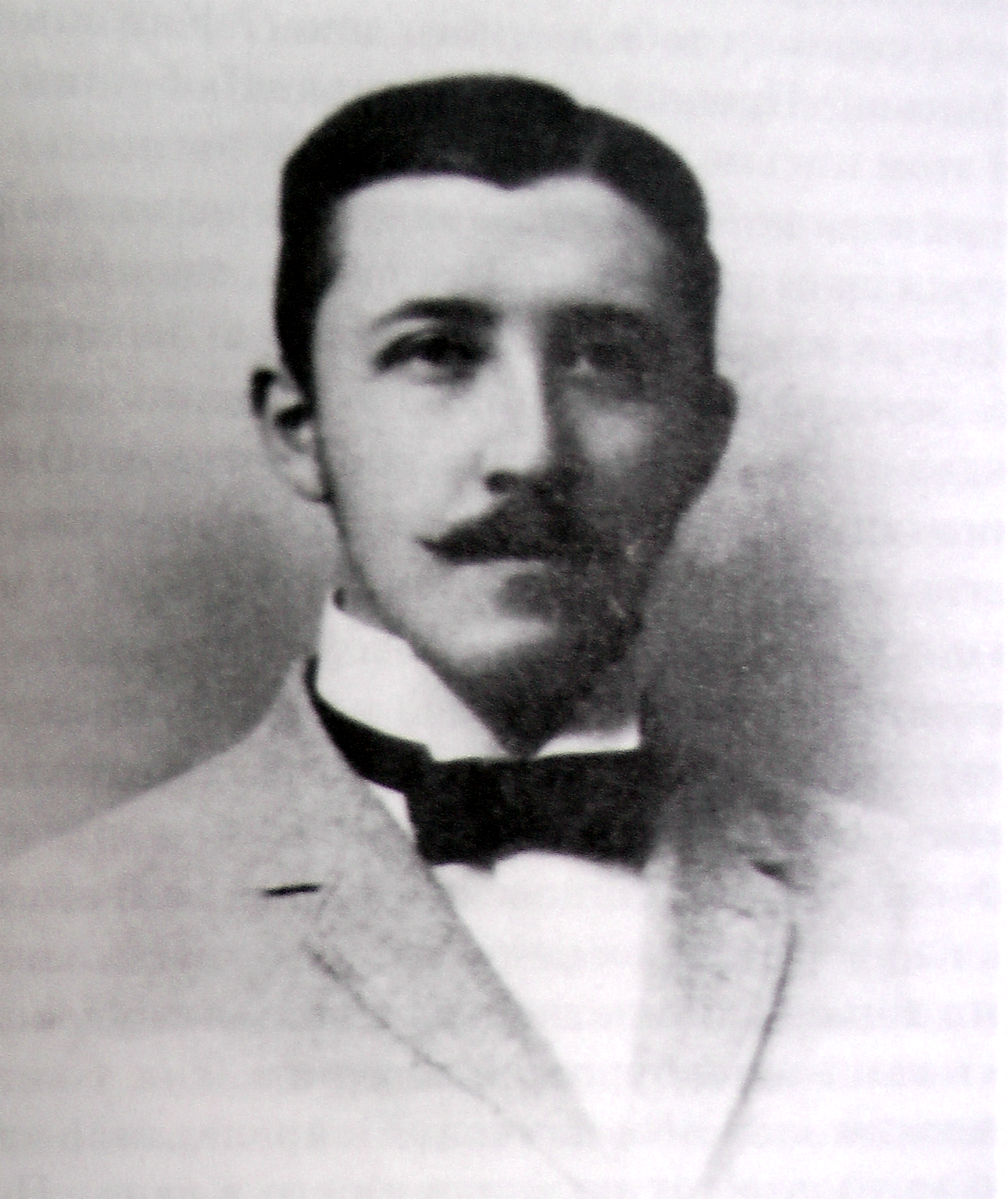
Александр Литке в 1890-е годы
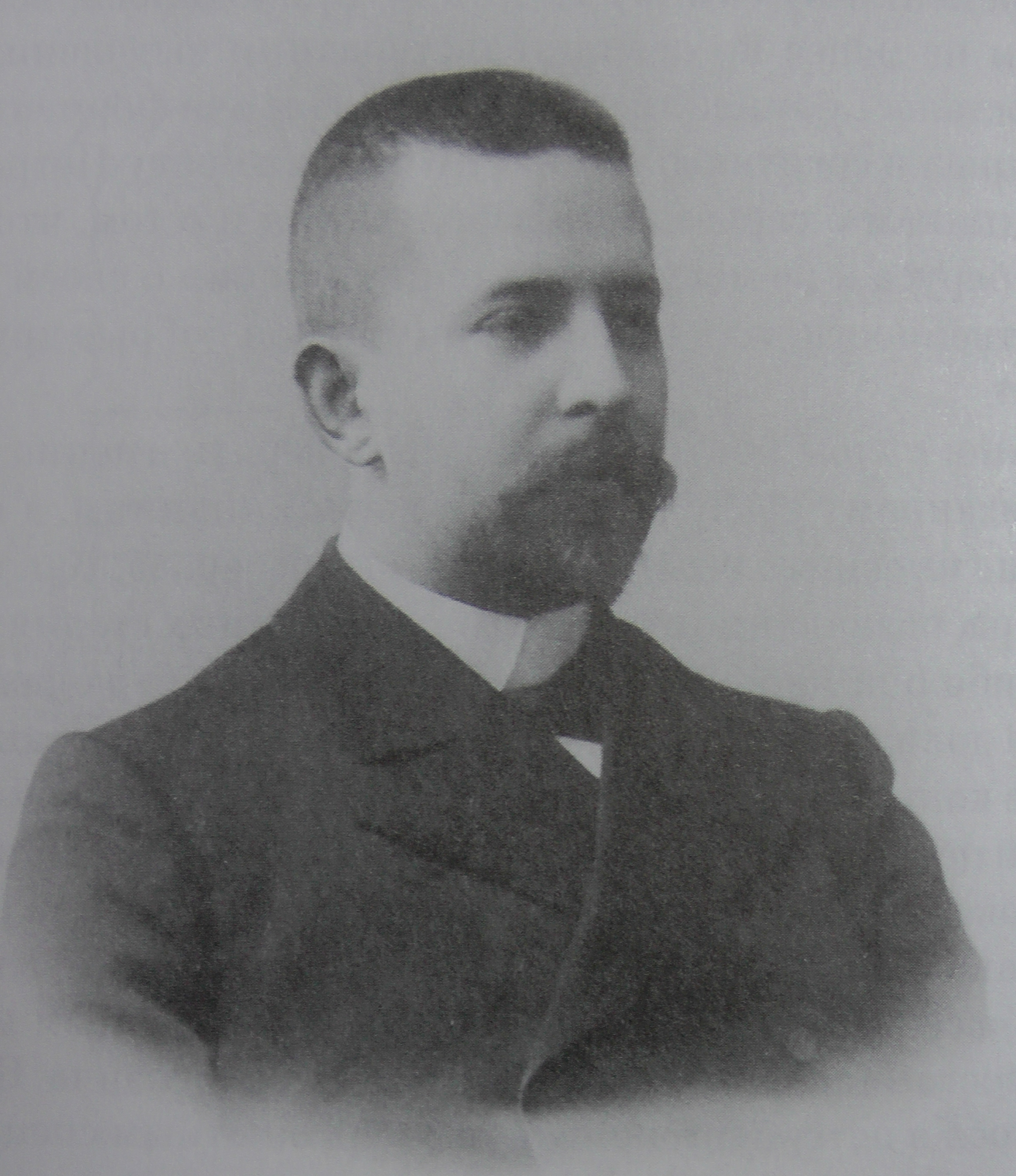
Николай Мамонов в 1890-е годы
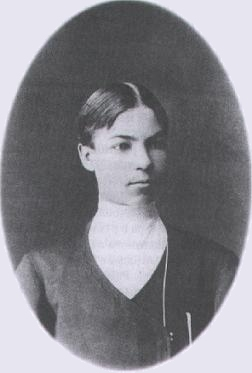
Алексей Софронов во 2-й половине XIX века
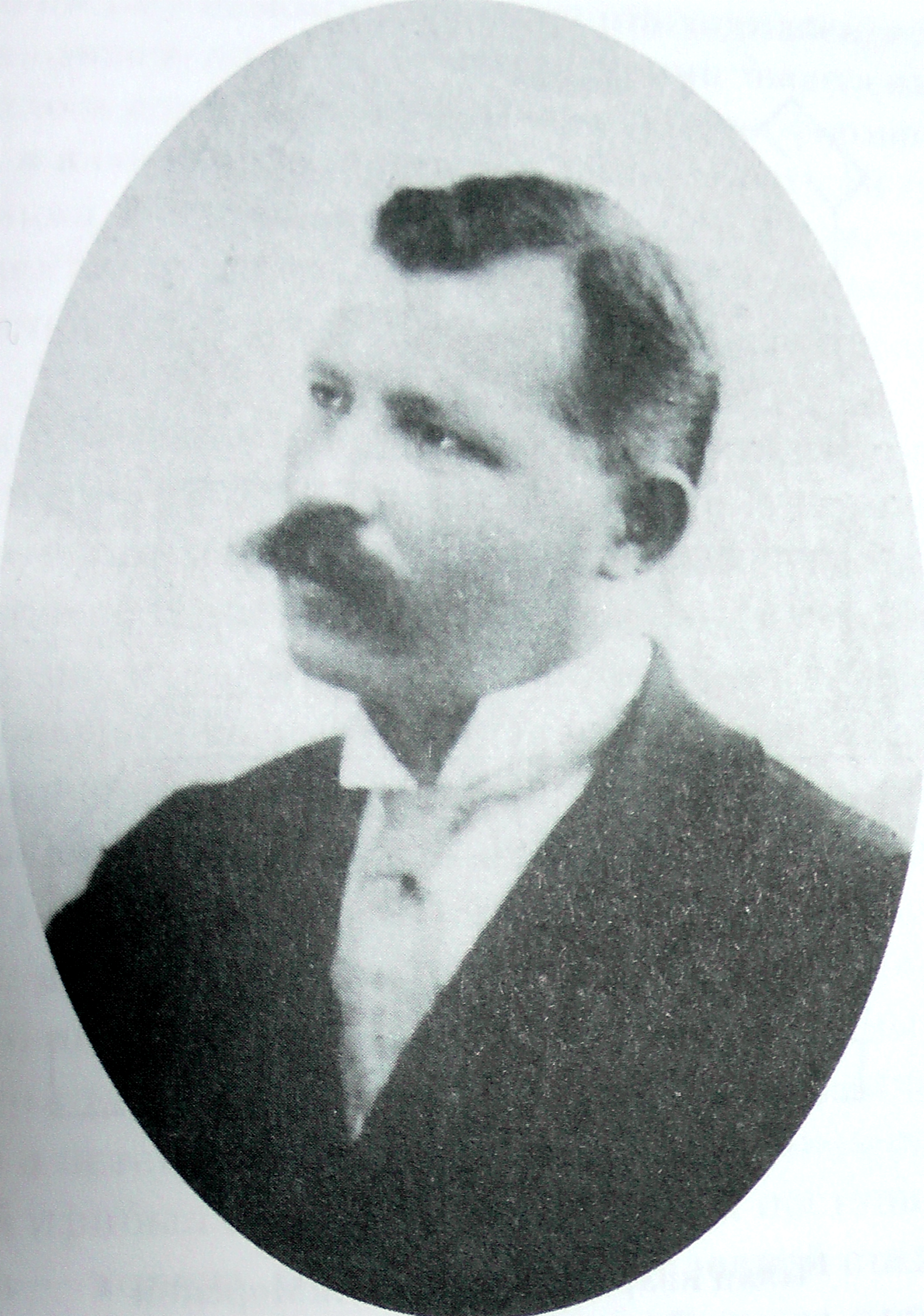
Назар Литров в 1890-е годы

## Историография

### Биографы композитора, музыковеды и культурологи о его смерти

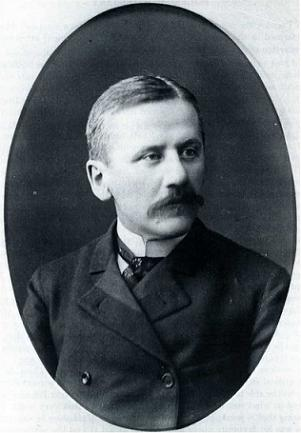
Модест Чайковский — брат композитора и его первый биограф

Последнюю болезнь и смерть композитора подробно описывает брат Чайковского Модест в заключительном томе своей монографии о нём. Кандидат искусствоведения, старший научный сотрудник сектора истории музыки Государственного института искусствознания Светлана Петухова критически отзывается об этом описании: «О том, где именно Чайковский выпил стакан сырой воды, выпил ли он его вообще, по каким причинам и к чему это привело, написано немало. Сейчас не важно, насколько „замутнившими“ общую картину оказались „показания“ главного свидетеля — автора монографии. Важно, каким желал оставить он в памяти потомков образ гениального брата». Уже в советское время (1960-е годы) дважды к описанию смерти своего дяди обращался Юрий Давыдов: в очерке «Последние дни жизни П. И. Чайковского» и в главе «Последние десять лет жизни П. И. Чайковского в моих воспоминаниях» книги «Записки о Чайковском».

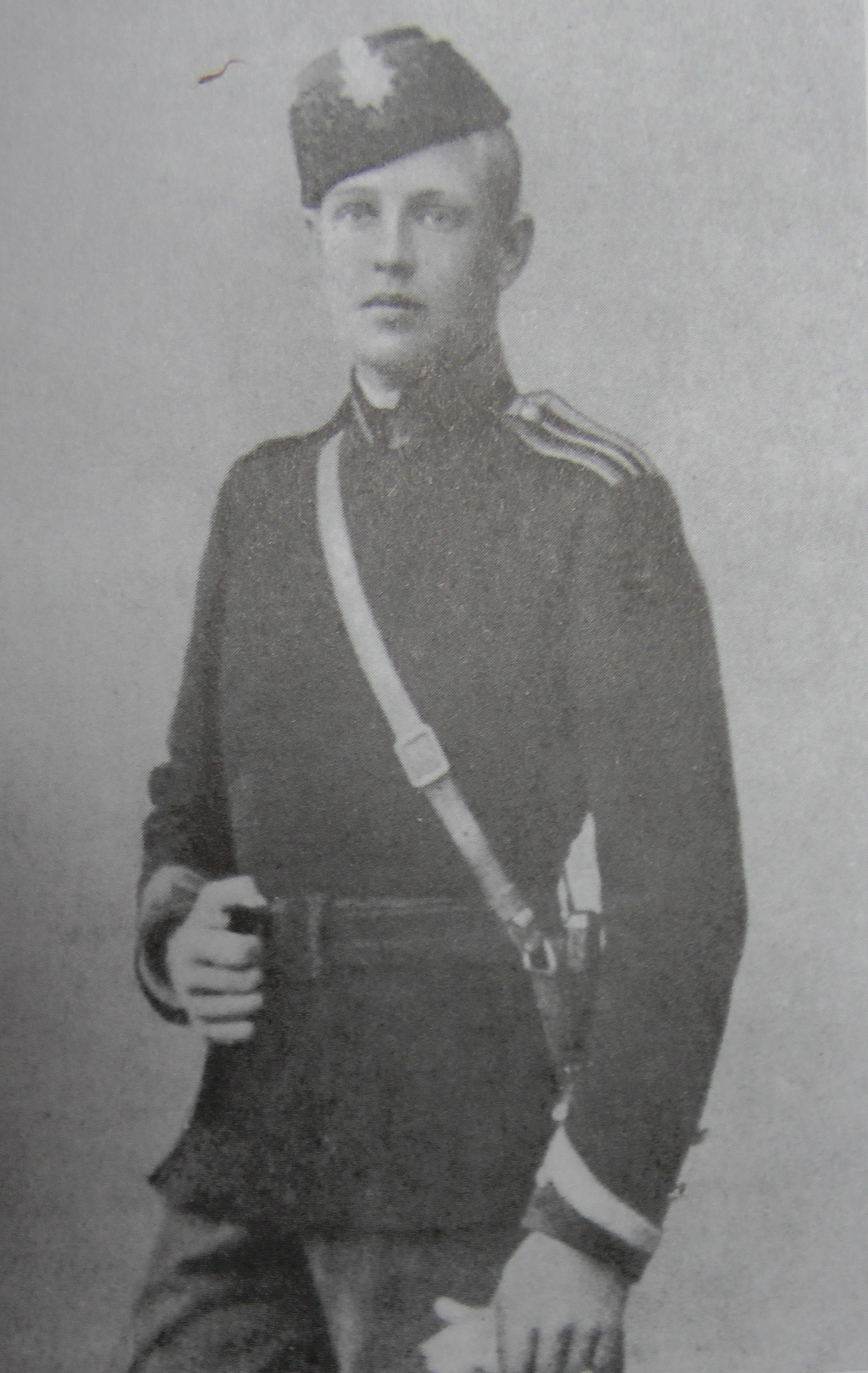
Племянник композитора и его биограф Юрий Давыдов в 1893 году

В ноябре 1980 года в русскоязычной еженедельной газете «Новый американец», издававшейся в США, были опубликованы две статьи музыковеда, выпускницы ленинградского Института истории искусств и филологического факультета Ленинградского государственного университета Александры Орловой: «Тайна жизни Чайковского» и «Тайна смерти Чайковского». В первой она рассказывала о страхе композитора перед разоблачением его гомосексуального влечения. Во второй статье она утверждала, что 19 октября (31) октября 1893 «суд чести» бывших выпускников Императорского училища правоведения приговорил Чайковского к самоубийству. Суд чести угрожал композитору разоблачением его гомосексуального влечения. В 1987 году Орлова повторила свои выводы в большой статье в журнале «Континент». В статье в газете «Новое русское слово», изданной в 1992 году, Орлова высказывалась более осторожно. Она писала: «„Приговорили“ ли товарищи его к смерти, убедив в том, что это единственный выход, или сам Чайковский принял такое решение — наверное, навсегда останется тайной». Орлова отмечала, что никто никаких записей на суде чести не вёл, так как «самосуд» противоречил российскому законодательству. Она считала, что холера была выбрана в качестве прикрытия самоубийства из-за того, что композитор хотел, чтобы его смерть казалась естественной. В городе в это время была эпидемия именно этой болезни. Вновь Орлова изложила свою версию в главе «18—26 октября 1893» книги «Чайковский: Автопортрет» (англ. «Tchaikovsky: A Self-Portrait»), вышедшей в 1990 году
Статьи Орловой подверглись резкой критике специалистов как в СССР, так и за рубежом (писательница Нина Берберова, литературовед Семён Карлинский и музыковед Малькольм Хамрик Браун, например, выступили уже в августе 1981 года с опровержением взглядов Орловой в журнале High Fidelity), но Орлову неожиданно поддержал уже в годы перестройки семидесятилетний писатель Юрий Нагибин, опубликовавший в 1990 году статью «Чайковский: финал трагедии». Она сделала известной широкой публике в СССР проблему, прежде обсуждавшуюся в кругу специалистов. Среди зарубежных музыковедов версию Орловой приняли Дэвид Браун и Минору Морита.
За рубежом с публикациями о «тайне смерти» Чайковского выступила также Наталья Кузнецова-Владимова, внучатая племянница Ольги Денисьевой, жены старшего брата Чайковского Николая. Она поддержала Александру Орлову, основываясь на преданиях, передававшихся в её семье. Познанский сравнил английский и русский варианты свидетельств Кузнецовой-Владимовой и обнаружил серьёзные противоречия между ними. Он также сопоставил их с письменными свидетельствами Николая Чайковского, который не сомневался в смерти брата от холеры. Познанский сделал вывод: «информаторы Кузнецовой-Владимовой… узнали о „самоубийственной“ версии из той же богемно-артистической или околомузыкальной среды, что и сама Орлова».
В 1993 году в «Независимой газете» была опубликована, с сокращениями, глава «Молва» из исследования выпускника исторического факультета Ленинградского государственного университета, так же как и Орлова, эмигранта, сотрудника Йельского университета Александра Познанского «Самоубийство Чайковского. Миф и реальность». Одновременно вышла и сама книга, имевшая высокий тираж для того времени — 50 000 экземпляров. Автор опровергал версию Орловой. По отзыву Светланы Петуховой, книга Познанского «отличается строгой системой доказательств, логичностью и объективностью выводов». Однако она отмечала ложный пафос автора, который выражался в желании «больнее „лягнуть“ оппонента» и утверждении «официальности гомосексуализма в России второй половины XIX столетия». В 1996 году Познанский издал новое исследование на английском языке: «Последние дни Чайковского» (англ. «Tchaikovsky’s Last Days: A Documentary Study»), основанное на анализе архивных документов. В 2007 году он ещё раз вернулся к этой теме в книге «Смерть Чайковского. Легенды и факты», в которой были восстановлены цензурированные тексты писем композитора и использовались новые материалы из архивов Москвы, Санкт-Петербурга и Клина.
Новую версию смерти выдвинул американский музыковед, специализирующийся на русской музыке и балете XIX века, Роланд Джон Уайли в книге «Чайковский», вышедшей в 2009 году. Он предположил, что смерть композитора связана с диагностированным у него тяжёлым заболеванием пищеварительной системы и нездоровым образом жизни. Доктор искусствознания Марина Рыцарева назвала острую дискуссию сторонников различных версий смерти Чайковского «войной». Она отмечала, что если статьи в научных сборниках, «как правило, отличаются взвешенностью», то монографии, «которые предлагают личную концепцию автора», часто носят характер сенсационности и подвергаются со стороны коллег острой критике.

### Специалисты в области естественных наук о смерти композитора
В 1994 году в издательстве «Музыка» вышел сборник «Последняя болезнь и смерть П. И. Чайковского». Его основу составляет исследование профессора-микробиолога, доктора биологических наук Николая Блинова о болезни и причинах смерти композитора. При жизни автора оно не было закончено и опубликовано. После смерти Блинова собранные им материалы и само исследование поступили в Музей-заповедник П. И. Чайковского в Клину и оказались в распоряжении композитора и биографа Чайковского Валерия Соколова, который довёл его до публикации. Сборник представляет собой незавершённое исследование, а также выдержки из документов с комментариями Блинова о болезни и смерти композитора — с медицинской точки зрения, а самого Соколова — с комментариями в «широком историческом ракурсе» (сообщения прессы, реакция коллег, друзей и родственников). «Точность приближения фантастическая», — писала с восхищением об исследовании Блинова Светлана Петухова. Блинов призывал на страницах книги исходить в оценке болезни и смерти Чайковского не из современных представлений о холере, а из представлений XIX века. Так, тогда считалось, что заразиться холерой от больного человека маловероятно, а признанный авторитет европейской науки, доктор медицины Фёдор Эрисман вообще отрицал инфекционную природу данного заболевания, связывая его с неблагоприятными гигиеническими условиями проживания, поэтому врачи считали эту болезнь значительно менее опасной, чем, например, чуму.
Психиатр Зинаида Агеева в книге «Чайковский. Гений и страдание» (2019) резко выступила против версии самоубийства композитора. Она писала: «…к самоубийству могла [бы] привести витальная депрессия типа раптуса, которой у Чайковского не было, судя по воспоминаниям его родных и близких». Она также обращала внимание на прямую подтасовку фактов сторонниками версии самоубийства. Орлова утверждала, что современники якобы не упоминают карантин и санитарно-эпидемиологические меры. На самом деле по воспоминаниям современников Чайковского (Владимир Направник, Юрий Юрьев, Владимир Погожев…) 25 октября доступа к мёртвому телу композитора не было. Юрий Юрьев даже писал, что швейцар всем пришедшим объяснял: «Пока не будет дезинфекции, не велено никого пускать».

## Официальная версия смерти П. И. Чайковского

### Средства массовой информации и первые биографы

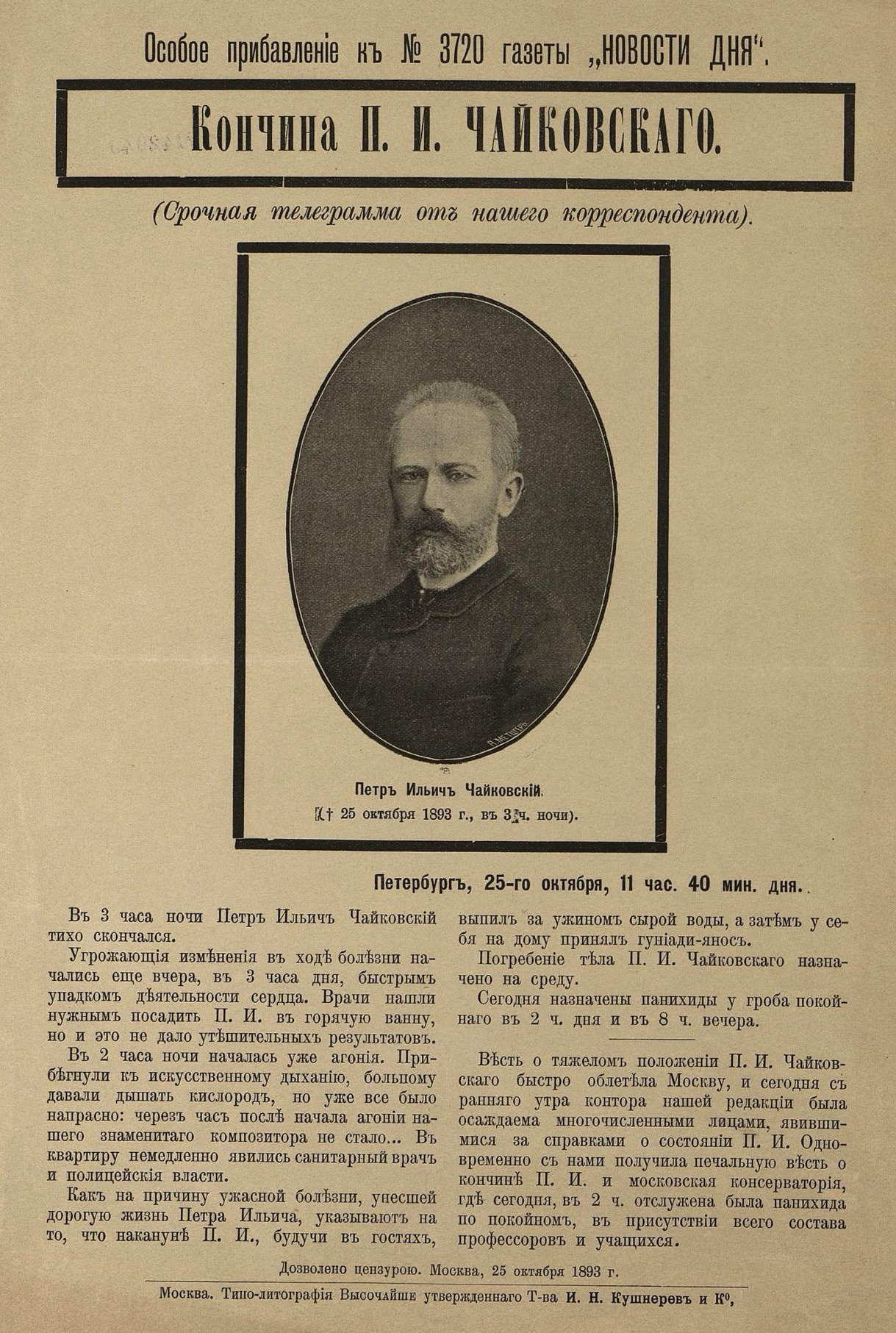
Приложение к № 3720 газеты «Новости дня» с сообщением о смерти П. И. Чайковского, 1893

Официальной версией смерти композитора в Российской империи и в советское время считалась холера. Водопроводная вода Санкт-Петербурга была некачественной: «Вибрион был обнаружен даже в водопроводе Зимнего дворца». В ресторанах кипячёная вода разбавлялась некипячёной и после этого подавалась на столы посетителям. К полудню 21 октября в столице было зафиксировано в совокупности 80 случаев холеры, семь из них были новыми заражениями. За 21—25 октября 32 человека в городе умерли от этой болезни, 7 из них умерли в один день с композитором, на одной улице с композитором заболели в течение 5 дней после его смерти 2 человека. Сохранилось «Свидетельство о смерти П. И. Чайковского», выданное представителями духовенства Пантелеймоновской церкви. Причиной смерти в нём указана холера (РГИА, ф. 815, оп. 13, № 405, с. 297).
Дано сие от Причта С.-Петербургской Пантелеймоновской церкви братии Александро-Невской Лавры для предания земле отставного Надворного Советника, композитора Петра Ильича Чайковского, скончавшегося от холеры двадцать пятого (25-го), 53-х от роду, и 28 Октября сего тысяча восемьсот девяносто третьего года с Высочайшего разрешения отпетого в Казанском Соборе Преосвященным Никандром, Епископом Нарвским.
С.-Петербург, 28 Октября 1893-го года. —
С.-Петербургской Пантелеймоновской церкви
Протоиерей Василий Перетерский
Диакон Владимир Вознесенский
Псаломщик Алексей Быстровский
Александр Познанский писал в кратком обзоре биографии Чайковского для сборника «Чайковский и его мир» (англ. «Tchaikovsky and His World»), что у газет не вызвал удивления диагноз, поставленный композитору, больше того, он упоминал, что газеты вспоминали о том, что летом 1893 года Чайковский уже перенёс «лёгкую форму холеры» — «холерину» (англ. «case of cholerine (a mild form of cholera)»). Напротив, современный американский биограф композитора Роланд Джон Уайли обращал внимание на удивление газет тем, что композитор заразился холерой, хотя они и не выражали сомнения в поставленном диагнозе. «Санкт-Петербургские ведомости» задавали риторический вопрос читателям: «Как мог Чайковский, только что прибывший в Петербург несколькими днями ранее, и живущий в прекрасных гигиенических условиях заболеть холерой?», московская газета «Новости дня» сообщала: «Московские друзья, знающие его заботу о гигиене, его строгий распорядок, недоумевали — как мог он заразиться холерой?».
Уже 26 октября издание «Новости и биржевая газета» опубликовало подборку интервью с непосредственными очевидцами последней болезни и смерти Чайковского. Среди них были врач Николай Мамонов, певец Николай Фигнер, брат композитора Николай Чайковский. Мамонов и Фигнер назвали диагнозом холеру. 27 октября Лев Бертенсон дал развёрнутое интервью газете «Новое время». Он назвал причинами смерти холеру, вступившую, по его словам, в «реакционный период», прекращение функционирования почек, что привело к «отравлению мочой» организма, а также «крайний упадок работы сердца». 
1 ноября 1893 года Модест Чайковский опубликовал в газетах «Новости и биржевая газета» и «Новое время» статью «Последние дни жизни П. И. Чайковского (письмо редактору)» с подробным описанием болезни и смерти брата. Спустя два дня журналист и писатель Алексей Суворин в той же газете «Новое время» выступил с обвинениями Льва Бертенсона в неправильном лечении композитора. Осенью 1893 года Суворин находился за границей и о кончине композитора узнал в Берлине из газет. В число обвинений он включил следующее: врач не созвал консилиума, в критический момент болезни покинул больного, поручив его заботам менее опытных коллег, оказался плохим психологом, не сумев убедить Чайковского принять ванну вопреки его самоубийственной мнительности. Мелкие газеты, отталкиваясь от обвинений Суворина, начали травлю Бертенсонов. Американский музыковед Роланд Джон Уайли писал в 2009 году: «Не нужно быть сторонником заговора, чтобы задаться вопросом, почему Чайковский умер в отсутствие старших врачей. Василий Бертенсон покинул Санкт-Петербург и направил Модесту соболезнования из Москвы. Лев Бертенсон, обезумевший и измученный, в последние часы покинул пациента… Через два дня после его смерти комментаторы спросили, почему не использовалось последнее лечение (разновидность клизмы — англ. a type of enema)), когда это было показано?». Модест Чайковский вынужден был публично выступить в защиту врачей. В 1902 году он опубликовал третий том труда «Жизнь П. И. Чайковского». В этой книге Модест повторял описание болезни брата в «открытом письме» 1893 года. Несколько лет спустя на обеде, даваемом Литературным обществом, Суворин публично принёс извинения Льву Бертенсону.

### В советском музыковедении
Советский музыковед, старший научный сотрудник Академии искусствознания, председатель секции теории и критики Союза композиторов СССР Андрей Будяковский писал в биографии композитора «Жизнь Петра Ильича Чайковского» о «тяжёлой форме азиатской холеры» и отмечал, что Чайковский на протяжении всей жизни страдал от неких неуказанных им желудочных заболеваний, а когда почувствовал первые признаки болезни, то отказывался вызвать врача. Юрий Давыдов в книге «Записки о П. И. Чайковском» (1962) связывал смерть Чайковского с целым комплексом причин: холера, «очень слабое сердце» и «осложнение в почках». Советский музыковед Арнольд Альшванг называл в книге «П. И. Чайковский» (1970) причиной смерти холеру, осложнённую «бездействием почек». Как очевидный факт называли холеру причиной смерти Чайковского его биограф, литературный редактор (позднее — заведующий отделом) журнала «Советская музыка» Иосиф Кунин и заведующая отделом архивно-рукописных материалов Центрального музея музыкальной культуры имени М. И. Глинки Галина Прибегина, а также руководитель комплексного сектора русского искусства Института истории искусств АН СССР, кандидат искусствоведения Надежда Туманина в двухтомнике, посвящённом жизни и творчеству композитора. Её же считала причиной смерти краевед Лидия Конисская, автор книги «Чайковский в Петербурге» (1969 и 1974). Доктор искусствоведения, профессор Санкт-Петербургской государственной консерватории имени Н. А. Римского-Корсакова Екатерина Ручьевская в биографии композитора писала о случайно («по рассеянности») выпитом стакане воды как причине заболевания Чайковского холерой.

### В современной России
Современный музыковед Ирина Охалова в книге «Пётр Ильич Чайковский» (2015) упоминает только одну версию смерти композитора — холеру. Александр Познанский, не сомневавшийся в официальном диагнозе, называл причинами тяжёлого течения холеры (других вариантов он не допускал) предрасположенность композитора к желудочным заболеваниям и употребление Чайковским минеральной воды «Гунияди Янош» во время уже начавшейся болезни, а также упущенное время для лечения.

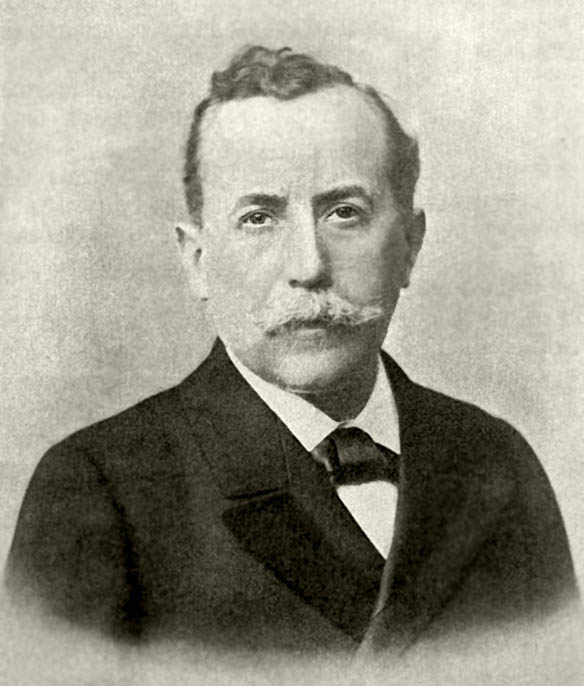
Врач Лев Бернардович Бертенсон (1850—1929)

Микробиолог Николай Блинов в своей монографии о болезни и смерти Чайковского детально реконструировал и проанализировал биографии всех врачей, лечивших композитора, особенности их представлений о холере (в частности, он использовал для этого научные работы Бертенсонов, посвящённые именно этой болезни и написанные в 1892 и 1893 годах), а также особенности их представлений о врачебной этике и уровень их знаний о законодательстве, регулирующем в Российской империи взаимоотношения врача и пациента. 
Блинов считал, что значительную роль в последней болезни композитора сыграло хроническое заболевание желудка: из-за него Чайковский оказался более восприимчивым к заболеванию в таких условиях, когда другие люди обычно не заражались холерой. Блинов утверждал, что, вероятно, обе версии со стаканом воды — в ресторане (версия Юрия Давыдова) и на следующее утро на квартире (версия Модеста Чайковского) — правдивы, хотя предпочтительней версия первая. Как доказательство он приводит следующий бесспорный факт: Лейнер никогда не оспаривал версию Давыдова, хотя при широкой её распространённости уже в октябре 1893 года ресторан нёс колоссальные убытки. В пользу версии Модеста говорит его учёба в Императорском училище правоведения. В программу обучения входила судебная медицина, и Блинов подчёркивает отличное понимание Модестом сложившейся ситуации: Чайковский уже был болен, а стакан выпитой утром сырой воды лишь усугубил протекание болезни, а не вызвал её. Опираясь на современные представление о холере, исследователь отмечал, что ни тот, ни другой случай могли и не иметь решающего значения. Композитор злоупотреблял использованием холодной воды в таких местах, где она по определению не могла быть кипячёной, а посуда стерилизованной (об этом свидетельствует одно из писем к Владимиру Давыдову). Могли быть и другие факторы, например, носителями холеры являются комнатные мухи, инфекцию можно занести, умывая руки нестерилизованной водой, Чайковский также курил и пользовался общественными туалетами.
Блинов составил хронологические таблицы, в отдельные колонки которых занесены свидетельства прессы, врачей и близких композитора, которые непосредственно находились при больном. Вывод, к которому он пришёл на основе сравнения свидетельств, — обнаруженные различия в описаниях болезни связаны со степенью личного участия автора того или иного свидетельства в судьбе умирающего. Модест Чайковский описывал болезнь «через призму своих личных ощущений», он до самого конца верил, что спасение брата возможно. Врачи (Лев Бертенсон и Николай Мамонов), напротив, фиксировали «объективную картину происходящего». Пресса, в силу отсутствия необходимых медицинских знаний, в отдельных случаях ошибочно понимала и поэтому искажала полученную от непосредственных очевидцев или врачей информацию. Наибольшую ценность имеют сообщения репортёров, дежуривших у дверей квартиры Модеста Чайковского, — именно они совпадают чаще всего со свидетельствами из первых рук. Каждая газета пыталась сообщить информацию первой, поэтому «точность информации приносилась в жертву скорости публикации».
Блинов детально проанализировал три бюллетеня о состоянии здоровья композитора (он обращал внимание, что их публикации в западных изданиях содержат грубые отклонения от рукописного текста) и сделал вывод, что только два первых принадлежат Льву Бертенсону, вопрос же об авторстве третьего остаётся открытым, но можно, с его точки зрения, предположить, что уезжающий из квартиры Чайковского и Давыдова Лев Бертенсон в устной форме сообщил некую информацию о состоянии здоровья умирающего, которую зафиксировал один из дежуривших у двери корреспондентов. Со временем она стала восприниматься как третий бюллетень. Сам Бертенсон признавал авторство только первых двух и умалчивал о составителях третьего.
24 октября, 2 ч. 30 мин. пополудни
Угрожающие припадки продолжаются и не уступают лечению; полное задержание мочи при сонливом состоянии и значительной слабости; понос хотя и слабее прежнего, но ещё очень сильный.
24 октября, 10 ч. 30 мин. вечера
Отделение мочи не восстановилось, признаки отравления крови составными частями мочи чрезвычайно резко выражены. С трёх часов дня быстро возрастающий упадок деятельности сердца и помрачение сознания. С 10 часов вечера почти неощутительный пульс и отёк легких.
25 октября, 1 ч. 30 мин. ночи
Состояние больного ухудшилось настолько, что санитарный врач и чины полиции явились в дом.
Анализируя состояние документальных свидетельств о смерти композитора, Александр Познанский подводил итог своим размышлениям: «В этом вопросе тяжесть доказательства лежит на тех, кто настаивает на факте самоубийства, а не на тех, кто его отрицает».

## Версия о самоубийстве

### Слухи о смерти композитора в Российской империи и СССР
Александр Познанский утверждал, что первое печатное упоминание о слухах, связанных с самоубийством композитора, появилось только в 1909 году в мемуарах друга Чайковского архитектора Ивана Клименко «Пётр Ильич Чайковский. Краткий биографический очерк». Клименко писал, что поверил в эти слухи на время, впервые услышав Шестую симфонию композитора. Её мрачное настроение и цитирование песнопения «Со святыми упокой» в Части 1-й, неудачная попытка уйти в светскую жизнь от мыслей о смерти и мрака во 2-й Части, безнадёжность и безысходность Части 4-й, с точки зрения биографа, указывали на самоубийство автора. Только беседы с близкими Чайковскому людьми, рассказывавшими ему о последних днях композитора, заставили Клименко отказаться от веры в его самоубийство.
Вместе с тем Познанский отмечал, что уже повторное исполнение Шестой симфонии в ноябре 1893 года вызвало шоковую реакцию у публики. Многие слушатели сразу после концерта высказывали мнение, что Чайковский сам себе написал реквием, подобные мнения высказали тогда и музыкальные журналы. Именно к этому времени Познанский отнёс возникновение слухов о самоубийстве. В книге 1993 года он писал, что впервые слухи о «самоубийстве, отравлении и прочей нелепице» возникли в кругу учеников Льва Бертенсона после неудачного лечения композитора, и в подтверждение приводил цитату из воспоминаний Юрия Давыдова. В 1914 году доктор Василий Бертенсон в своих мемуарах вновь упоминал подобные слухи и выразил своё негодование «в особенности ввиду грязных намёков на причину, вызвавшую самоубийство Петра Ильича».
Анализируя подобные слухи, Александр Познанский выделил среди них несколько разных версий:
- Одна из версий утверждает, что Чайковский был отравлен Василием Бертенсоном по приказу Александра III. В подтверждение приводится признание врача, якобы сделанное им в старости.
- По другой версии, композитор покончил с собой, спасая честь Императорского училища правоведения в страхе перед гомосексуальным скандалом из-за любовной связи. При этом называется некий член императорской семьи или сын дворника. Последний вариант излагали мемуары швейцарского историка музыки и музыкального критика Алоиза Мозера. Алоиз Роберт Мозер в 1896—1909 годах жил в Санкт-Петербурге, где учился у Милия Балакирева и Николая Римского-Корсакова, работал органистом и музыкальным рецензентом. Он услышал этот вариант от дирижёра труппы Императорского балета и композитора Рикардо Дриго. В этом варианте отсутствуют Стенбок-Ферморы и Императорское училище правоведения. Жалоба дворника, в соответствии с ним, достигла императора, «после чего возмущённый Александр III будто бы воскликнул, что виновный композитор должен „немедленно исчезнуть“». Узнав об этом, Чайковский якобы впал в отчаяние и принял яд. Мозер настаивал, что рассказ Дриго ему подтвердил композитор Александр Глазунов[165][166].
- По ещё одной версии, к самоубийству композитора принудил один из братьев — Модест или сенатор и тайный советник Анатолий, спасавший таким образом честь семьи.

Сам Познанский сферой циркуляции таких слухов называл богемный мир Москвы и Санкт-Петербурга и писал, что специалисты долгое время не придавали им значения, так как они распространялись исключительно в устной форме и не были задокументированы. Советские обыватели, однако, по его мнению, часто принимали их на веру. Американский музыковед Николай Слонимский писал, что услышанные им во время посещения СССР истории о Чайковском были из «готических сказок ужасов»: в одной из таких историй сам император Александр III, узнав о гомосексуальной связи композитора с одним из членов императорской фамилии, якобы лично потребовал от семьи композитора: «Яд или Сибирь!»
В другой своей работе Познанский предлагал иную классификацию слухов:
- Первая теория — «скрытое самоубийство»: Чайковский, мучимый безответной любовью, намеренно искал смерти и неоднократно пил сырую воду в надежде заразиться холерой. Заболев, он под различными предлогами задерживал вызов доктора, пока не убедился, что болезнь зашла слишком далеко и что шансов на выздоровление уже не оставалось.
- Вторая теория — «принуждение к самоубийству» под угрозой публичного разоблачения гомосексуальных контактов композитора. По этой версии, Чайковский спас свою честь и честь своей семьи, приняв медленно действующий яд с признаками действия, аналогичными симптомам холеры.

В самой полной, двухтомной биографии композитора, вышедшей в 2009 году, Познанский насчитывал уже четыре версии:
- «русская рулетка»;
- интимные отношения с молодым членом императорской семьи и ультиматум императора;
- «суд правоведов»;
- Чайковский был отравлен: Лев [так в тексте] Бертенсон отравляет Чайковского по приказу Александра III.

Орлова писала, что в Советском Союзе и особенно в Ленинграде слухи о самоубийстве были настолько широко распространены, что Юрий Давыдов получил предложение написать воспоминания «Последние дни П. И. Чайковского», которые должны были развеять сомнения в естественном характере смерти композитора. Она утверждала, что, хотя Давыдов издал эти воспоминания, некоему ленинградскому музыковеду, чьё имя она боится называть, чтобы не осложнить ему судьбу на родине, он в устной форме изложил тайну «суда чести», а тот изложил её английскому музыковеду Джону Гамильтону Уорраку, от него Орлова якобы и услышала в беседе, что Давыдов также знал об этой тайне. Также Орлова утверждала: в 1960 году на лекции по криминалистике в Первом Ленинградском медицинском институте смерть Чайковского была приведена в качестве примера доведения до самоубийства. Об этом ей якобы рассказал врач из Ленинграда, который в то время был студентом и присутствовал на этой лекции. Имя его она также отказывалась называть.
На Западе историей самоубийства Чайковского интересовались журналисты, романисты и постановщики кинофильмов, нуждавшиеся в коммерческом успехе своих опусов. Нина Берберова отмечала распространение слухов среди русских эмигрантов, считая, что их распространяли родственники композитора Николая Римского-Корсакова. Она приводила мнение Владимира Аргутинского-Долгорукого, который приписывал этот слух мести девиц Пургольд (Надежды Римской-Корсаковой — супруги композитора — и её сестры — певицы Александры Молас) за провал планов одной из них выйти замуж за Чайковского.

### Версия Александры Орловой
Советский, а позже американский музыковед Александра Орлова в своих статьях, изданных за рубежом в 1980-х годах, утверждала, что 19 октября 1893 года «суд чести» бывших выпускников Императорского училища правоведения (в Царском Селе на квартире сенатора и тайного советника Николая Якоби, который проживал в доме Ветвеницкого на Колпинской улице) приговорил Чайковского к самоубийству (чтобы предупредить скандал, связанный с любовной связью композитора с сыном или племянником графа Стенбок-Фермора). Суд чести, по её словам, угрожал композитору разоблачением его гомосексуального влечения. Доказательствами данной версии были заявлены «устные апокрифические воспоминания А. А. Войтова», который был историком Императорского училища правоведения (рассказ самого Александра Войтова, основанный на истории, услышанной им в 1913 году от вдовы бывшего одноклассника Чайковского Николая Якоби, в свою очередь повествовавшей якобы со слов своего мужа, умершего в 1902 году, Орлова, по её словам, записала в 1966 году), а также сообщение мужа исследовательницы — музыковеда Георгия Орлова, который был знаком с Николаем Бертенсоном и Юрием Зандером, сыновьями двух врачей — свидетелей последних дней жизни Чайковского. Орлов также бывал в доме Василия Бертенсона, который рассказал ему, что композитор не был болен холерой, а принял яд. Юрий Зандер рассказывал об этом же со слов покойного отца. Орлова также делала акцент на противоречиях документальных свидетельств о причинах и обстоятельствах смерти композитора и на отсутствии информации о том, что делал Чайковский в первую половину дня 19 октября 1893 года.

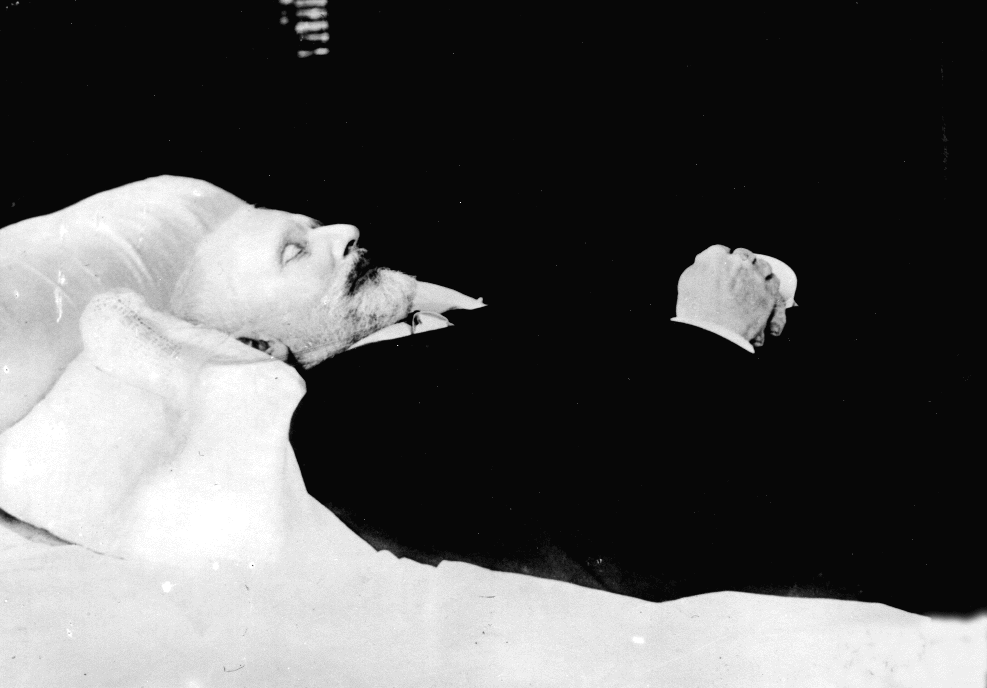
Николай Гундвизер. Прощание с телом П. И. Чайковского, 25 октября 1893

Петухова писала, что «система доказательств обвинительницы, с точки зрения профессионала в любой затрагиваемой здесь области (историка, социолога, текстолога-архивиста, инфекциониста, психолога, юриста), не выдерживает критики». Относительно этой группы аргументов Орловой в пользу своей точки зрения Познанский утверждал: «слухи ни в коей мере не могут быть фактическим источником, поскольку они отражают не то, что имело место на самом деле, а то, во что по каким-то причинам хотели верить современники», «…упоминается шесть персонажей. Как правило, все они получили сведения [о смерти композитора] из вторых или третьих рук».

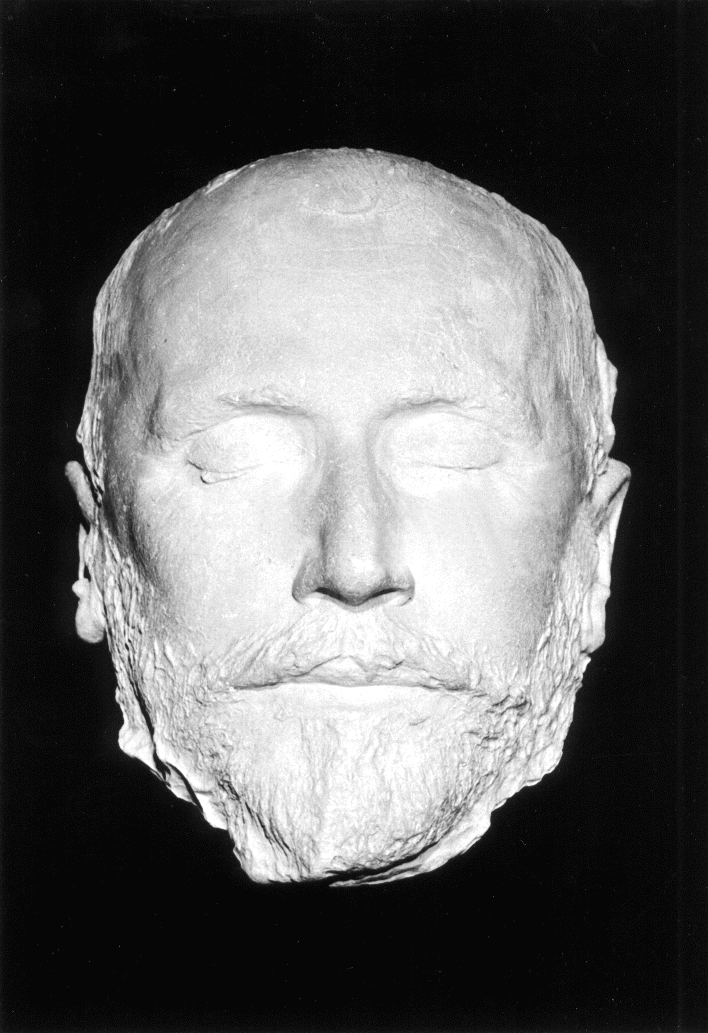
Славомир Целинский. Посмертная маска композитора, 1893

В статье «Тайна жизни и смерти Чайковского» Орлова обращала внимание, что к осени в столице эпидемия холеры уже шла на спад, и газеты отмечали лишь единичные случаи заболевания. Они выражали удивление тем, что заболел человек, «живший в отличных гигиенических условиях». Анализируя заметки в петербургских изданиях, Орлова предположила, что прикрыть самоубийство Чайковского первоначально предполагалось тифом (именно его упоминали 24 октября «Новости и Биржевая газета» в № 293), но «намеченная сначала версия тифа была заменена версией холеры». Орлова также утверждала, что в 1938 году в Клинском музее было обнаружено письмо Льва Бертенсона Модесту Чайковскому, которое являлось инструкцией («шпаргалкой») по описанию болезни покойного композитора, но брат Чайковского находился в подавленном состоянии и не смог «вникнуть» в медицинский текст, поэтому отклонялся от заданной версии в своих воспоминаниях о болезни и смерти брата в пользу увиденного собственными глазами. В результате рассказы Бертенсона, Модеста и содержание бюллетеней о болезни существенно отличаются друг от друга. Это письмо хранилось в клинском музее перед Второй мировой войной. Орлова писала, что неизвестно, существует ли оно до сих пор или «было уничтожено вместе с рядом других документов». Когда она попросила разрешения посмотреть его в 1950-х годах, ей сказали, что письмо было утеряно.
25 октября скульптор Славомир Целинский снял посмертную маску композитора, которая экспонируется в настоящее время в Доме-музее в Клину. Лицо композитора спокойное, а лица умерших от холеры обычно искажены судорогами. Участники прощания с телом композитора также упоминали о спокойствии его лица и лишь отмечали его бледность. Николай Римский-Корсаков даже вспоминал впоследствии, как виолончелист Александр Вержбилович поцеловал покойного Чайковского в лоб во время прощания с телом и удивлялся открытому доступу к телу.
«Покойный одет в чёрную пару и прикрыт по шею прозрачным саваном; совсем открытое лицо его не отражает страданий от мучительной болезни: оно пергаментной желтизны, но спокойное, бесстрастное — лицо истомлённого, безмятежным сном спящего человека, и только присутствие одного лица, поминутно прикасающегося к губам и ноздрям покойного куском светлой материи, пропитанной карболовым раствором, напоминает о страшной болезни, которая сразила умершего».
«На крытом атласной материей катафалке лежал покойный — я бы сказал — с лирическим выражением лица. Прозрачный, восковой, без всяких следов страдания, лучше, — со следами примирённого страдания. Он был одет во фрак и покрыт прозрачным саваном из тюля»
В подтверждение достоверности своей версии Орлова приводила попытку самоубийства композитора в 1877 году. Также исследовательница предположила, что стаканом сырой воды, упомянутым Модестом, композитор запивал яд, подтверждением этого она считала слова, якобы произнесённые при этом композитором: «Не всё ли равно?» (эта фраза упоминается в примечаниях к изданию Галиной фон Мекк английского перевода «Писем к близким» Чайковского в 1981 году). Орлова считала, что Чайковский сам не мог приобрести для себя яд в аптеке, поэтому яд ему доставил на квартиру Август Герке, посетивший композитора 20 октября по делам фирмы «В. Бессель». Герке был не только юридическим представителем этой фирмы, но ещё и выпускником Училища правоведения, другом Чайковского и в связи с этим, с точки зрения Орловой, он должен был присутствовать на «суде чести» днём ранее.
Орлова делала вывод:

В. Б. Бертенсону и Модесту Ильичу композитор признался, что выпил яд, тем более, что симптомы отравления были достаточно явными. Однако вряд ли кому-либо поведал о «суде», разве лишь брату Модесту, от которого у него никогда не было тайн… В противном случае, участникам встречи у Якоби грозило тяжелое наказание за самосуд. Да к тому же последовал бы громкий скандал, и смерть Чайковскoгo не достигла бы цели… Врачам же надлежит только облегчить ему уход из жизни. Да ещё подсказать, как выдать самоубийство за болезнь.— Александра Орлова. Тайна жизни и смерти Чайковского
Орлова также утверждала, что грандиозные похороны, устроенные Чайковскому в Александро-Невской лавре, и отпевание в имеющем высокий общественный статус Казанском соборе должны были скрыть факт самоубийства — самоубийц не принято было отпевать и хоронили их «в каком-нибудь глухом месте».
Английский писатель, телеведущий и критик, получивший возможность работы с неопубликованными документами из музейного архива в Клину, Энтони Холден считал важным аргументом в пользу версии Орловой её поддержку выдающимися интерпретаторами музыки Чайковского, в число которых входят, например, известные пианисты Владимир Ашкенази и Питер Донохью. Острое предчувствие смерти он также заметил в Шестой симфонии, хотя и отказывался воспринимать её как «предсмертное послание самоубийцы». Ещё один довод в пользу версии о самоубийстве он видел в приступах меланхолии, преследовавших Чайковского, и в «неотвязных мыслях о самоубийстве в его письмах и дневниках». «Суд чести», приговоривший композитора к самоубийству, Холден считал странной (но не в большей степени, «чем другие, хорошо задокументированные события в жизни композитора»), но «более чем правдоподобной, даже горько неизбежной развязкой», а тайну, которая окружает его смерть, исследователь объявил «лучшей эпитафией» композитору.
Известный своими биографиями русских композиторов британский писатель и музыковед Дэвид Браун, оценивая состояние источников о смерти композитора, утверждал: «Есть множество нитей, часто закрученных более чем одним свидетелем, которые, кажется, ясно указывают на то, что что-то действительно произошло, и попытки утверждать, что, поскольку ничто из этого не может быть доказано, следовательно, ни одно из них не могло произойти, просто не годятся» (англ. though there are numerous threads, often spun by more than one witness, that seem to indicate clearly that something did occur, and attempts to argue that, since none of these can be proved, therefore none of them could have happened, simply will not do). Он, как и Орлова, указывал на расхождение описаний смерти композитора, сделанных Бертенсоном и Модестом Чайковским, на дату смерти, указанную врачом, который датировал её не 6 ноября, а 5 ноября, Браун даже писал о «прибавленном» братом покойного дне его болезни. Браун отвергал версию Модеста, относившего стакан сырой воды, выпитый Чайковским, к 21 октября, указывая, что нормальный инкубационный период для холеры составлял от 12 до 28 часов. Музыковед удивлялся отсутствию карантина после смерти композитора. Цитируя версию Орловой, он подводил итог размышлениям о смерти Чайковского в своей книге «Чайковский. Человек и его музыка» (англ. «Tchaikovsky. The Man and his Music»): «Это правда? Я сомневаюсь, что мы когда-нибудь узнаем».

### Основные направления критики версии Орловой

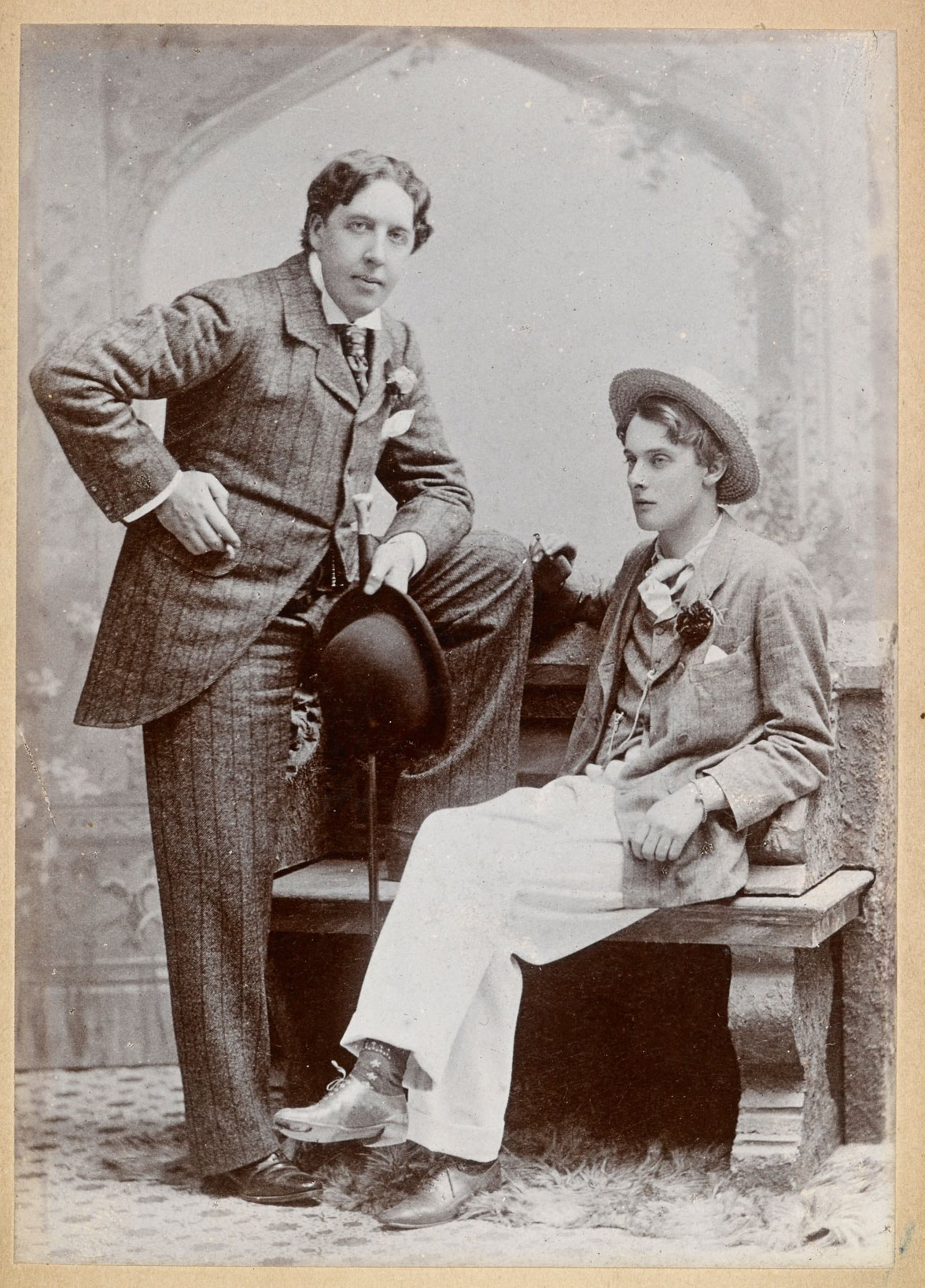
Оскар Уайльд и Альфред Дуглас в мае 1893 года

Познанский предпринял попытку реконструкции формирования мифа о самоубийстве композитора в сознании информаторов Орловой. Смерть Чайковского совпала с волной самоубийств в Санкт-Петербурге, начавшейся в конце 1880-х годов и имевшей, по словам исследователя, характер эпидемии. Они наложились на процесс над Оскаром Уайльдом в Великобритании, «давший пищу для разговоров в петербургских салонах, особенно в кругу юристов»: «Маркиз Квинсбери стал графом Стенбок-Фермором (неким, благо их было много), лорд Дуглас — неидентифицированным племянником графа, а вместо знаменитого писателя был теперь не менее знаменитый композитор». 
Познанский считал, что версия Орловой «своей мелодраматической абсурдностью отвечает архетипически упрощённой реакции западного интеллекта на постулируемый им „Достоевский“ характер „русской души“, наиболее объёмно отразившейся именно в идиоме „Mad Russian“ (рус. безумный русский)… один миф включился в систему другого мифа». Биограф Чайковского писал, что версия о самоубийстве исходит из двух положений, верных, по его мнению, лишь отчасти: 1) «в России… издавна существует традиция осуждения гомосексуализма как уголовного преступления», поэтому страх разоблачения постоянно тяготел над Чайковским; 2) «наделённый необычайной душевной чувствительностью, впечатлительный и легкоранимый, он воспринимал свою аномалию как величайший позор и несчастье». На самом деле, с точки зрения Познанского, не было ни одного судебного процесса за весь XIX век против более или менее известного деятеля, напротив, многие из них занимали важные посты на государственной службе, а «малейшее посягательство на Чайковского вызвало бы взрыв общественного негодования» из-за его широкой популярности. Сам «Чайковский ни в коей мере не воспринимал свои наклонности (именно эти слова он последовательно употребляет в письмах) как аномалию — во всех написанных им и известных нам текстах нет ни малейшего намёка на то, что он считал себя сексуально патологической личностью». Более того, Познанский подчёркивал, что если Оскар Уайльд сознательно и целенаправленно эпатировал британских обывателей своими наклонностями, то «поведение Петра Ильича было неизменно осторожным с полным соблюдением общественных условностей». Даже если «заговор правоведов» существовал бы, по мнению Познанского, вариантов выхода у композитора было несколько — «от немедленного бегства за границу до призыва к помощи многочисленных (и среди них августейших) покровителей». 
Познанский определил, что жертвой гомосексуального влечения композитора из всех Фермор-Стенбоков мог быть только Александр Стенбок-Фермор. При этом ни в одном из опубликованных документов Чайковский не упоминал ни о нём в частности, ни о Стенбоках вообще. К тому же, с точки зрения Познанского, дядя Александра, занимавший должность шталмейстера императорского двора, был настолько близок к императору, что не нуждался в «заговоре правоведов» для наказания композитора. Странной кажется Познанскому и возможная встреча с одноклассниками, якобы состоявшаяся 19 октября (это — вторник, собрать на частной квартире в удалённом от Санкт-Петербурга пригороде лиц, которые являлись ответственными государственными чиновниками и в этот будний день должны были находиться на службе, с точки зрения исследователя, было просто невозможно). Известно, что Чайковский испытывал неприязнь к встречам с ними, делая исключение только для поэта Алексея Апухтина и князя Владимира Мещерского, которые сами были гомосексуалами. Нина Берберова считала, что сюжет легенды, согласно которой скандал разразился из-за знакомства Чайковского на пароходе с юным племянником графа Стенбок-Фермора, воспроизводит реальную историю дружбы Чайковского с подростком Володей Склифосовским (сыном известного хирурга Николая Склифосовского) в апреле 1889 года.
С точки зрения Познанского, будучи приговорён судом правоведов к самоубийству, композитор стремился бы к максимальному одиночеству, присутствие в обществе внушало бы ему ужас, он нуждался бы только в узкой группе самых близких людей. Чайковский же 20 и 21 октября, напротив, провёл прямо противоположным образом: театр, ресторан, званый обед…, само самоубийство для глубоко верующего композитора было несомненным грехом, на который он вряд ли смог решиться. Дополнительным мотивом его невозможности, по мнению Познанского, являются глубокие и искренние переживания Чайковского в связи с самоубийством близких ему людей.

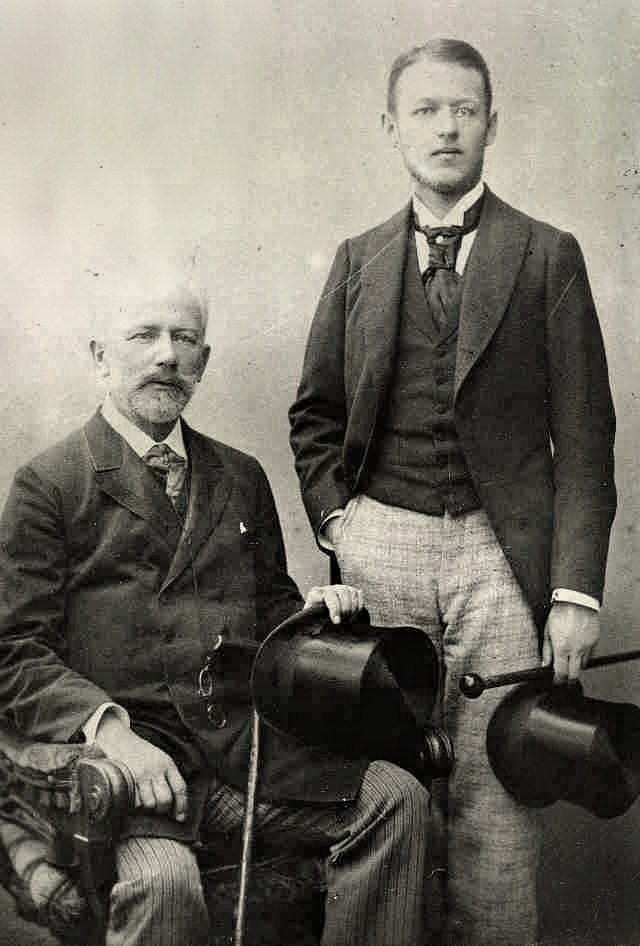
Студия Van Boch в Париже. Пётр Чайковский и Владимир Давыдов, июнь 1892

Познанский выделил «три стадии распространения слухов и две оси, по которым оно могло происходить». Самая ранняя стадия — история «безнадёжной страсти»: «якобы композитор лишил себя жизни по причине безответной любви, надо полагать, к Бобу Давыдову, адресату предсмертной Шестой симфонии». После самоубийства Давыдова в 1906 году в сознании современников и самоубийство его дяди стало вполне вероятным событием. Вторая стадия — появление юного объекта гомосексуального влечения (например, сына дворника) и страх композитора перед неминуемым наказанием за связь с ним. Из «жертвы собственной страсти» он превратился в соответствии с требованиями новой революционной эпохи в «жертву репрессивного режима». Новая стадия (перед революцией 1917 года) — функционирование сразу двух вариантов легенды: «любовная связь с членом императорской фамилии или даже самим наследником престола, то есть будущим Николаем II (что особенно забавно)» или «с представителем некоего аристократического семейства». Версия о «заговоре правоведов», по мнению исследователя, «указывает на наличие Автора, конкретного лица, имевшего мотивы и цели для изобретения этой „готической истории“». На это указывают «обилие деталей, наличие конкретных имён, персонажей и места действия, разработанная и последовательно проводимая идея… искусное нагнетание драматизма… безошибочная установка на сенсационность». Сам Познанский воспринимал её как карикатуру, памфлет, «пасквиль, направленный против нескольких конкретных лиц, о чём говорят имена (Стенбоки, Якоби, сам Чайковский), и одного учреждения — Училища правоведения», однако осторожно отказывался от поисков его автора, ссылаясь на отсутствие необходимых источников, в связи с чем конкретное имя носило бы лишь характер гипотезы. 
Тот же исследователь в книге «Самоубийство Чайковского. Миф и реальность» поднял также вопрос о характере яда, который мог бы использовать композитор при самоубийстве. Он утверждал, что в России начала XX века не существовало «доступных ядов», которые могли бы продлить агонию жертвы на целых четыре дня. Единственным исключением мог бы быть случай, когда яд небольшими порциями систематически вводился бы в организм самоубийцы, что в случае Чайковского, по его мнению, было абсолютно невозможно.
Оценивая методы работы Орловой над доказательством своей версии, Познанский писал, что она опирается на фрагменты документов, вырванные из контекста, сознательно не замечает те из свидетельств, которые противоречат её теории, допускает «прямые ошибки». С его точки зрения, работы Орловой не достигают не только научного уровня, но даже не соответствуют уровню любительскому. Широкая же популярность этих работ на Западе базируется на их сенсационном характере.
Свой обзор опровержений теории Александры Орловой, имеющий мало общего с аргументами Познанского, составил Роланд Уайли. К ним он отнёс следующие: последний раз в письменном виде Чайковский упоминал о своей сексуальной ориентации в письме к Модесту за семь лет до описываемых событий, самому ему к 1893 году было уже 53 года. Орлова оказывается не в состоянии объяснить, когда и где произошёл тот случай, который рассматривался на «суде чести» и вызвал его суровый приговор. Этого не могло произойти во время последнего визита в Санкт-Петербург, поскольку «две недели — слишком мало для композитора, чтобы попасть в беду, дождаться действия бюрократии и умереть через пять дней».
В Санкт-Петербурге данное событие должно было бы тогда «уместиться в три дня в августе и неделю в сентябре», в противном случае оно произошло «ещё раньше или где-то ещё в другом месте». Чем раньше это произошло, тем более «мошенническим» (англ. fraudulent) выглядел бы, с точки зрения американского музыковеда, график последующих профессиональных мероприятий Чайковского, включая планы поездки в США на новые гастроли. То, что композитор добивался сексуальных услуг от объекта своей страсти после того, как получил отказ, противоречит тому, что известно о личности Чайковского, «в дополнение к несоответствию между покорностью ягнёнка в отношении к самоубийству и агрессивностью сексуального хищника». То, что император угрожал Чайковскому смертью, опровергается его снисходительностью в подобных случаях, его благосклонностью к композитору и терпимостью, характерной для него.
Уайли считал, что «суд чести» Училища правоведения, возможно, принимал меры для защиты нравственности, но «распространение этого требования на поведение его выпускников в более позднем возрасте — это нечто большее». Уайли приводил в пример Алексея Апухтина, приятеля Чайковского, который был открытым гомосексуалом. Жизнеспособность теории Орловой Уайли объяснял её некоторым правдоподобием и сенсационностью. С точки зрения исследователя, Чайковскому было бы разумно покончить с собой после того, как разрыв с фон Мекк «подорвал его финансы и его Музу», но неразумно было делать это уже «после того, как его Муза возродилась» — «его авторская гордость за Шестую симфонию несовместима с финальным эпизодом мыльной оперы». 
Современный украинский музыковед, доктор искусствоведения Галина Побережная в книге, посвящённой жизни и творчеству Чайковского, вышедшей в Киеве в 1994 году, отмечала, что самоубийство композитора зафиксировано как исторический факт в авторитетной британской музыкальной энциклопедии — Музыкальном словаре Гроува (эту статью написал Дэвид Браун). Сама она детально проанализировала психологический аспект возможности повторной попытки самоубийства Чайковского (первая была предпринята в 1877 году). Сознание композитора в 1890-е годы, с её точки зрения, «отвергало самоубийство как способ разрешения жизненных противоречий». Он был весел, полон планов на будущее. Побережная также обращала внимание, что композитор не уничтожил документы, которые дискредитируют его в глазах потомков, что было бы логично для самоубийцы. Даже если он бы решился на подобный поступок, он не стал бы этого делать в Санкт-Петербурге, «наложив [таким образом] на место обитания самых дорогих и близких ему людей столь страшную печать».
Кандидат исторических и доктор философских наук Игорь Кон, опираясь на исследования Соколова и Познанского, называл версию Орловой «романтическим мифом». С его точки зрения, аргументы, доказывающие её полную несостоятельность, таковы:
- «Исследователи не нашли подходящего мальчика».
- Чайковский был широко известен «и любим при дворе», поэтому, если даже и были бы некие события, дискредитирующие композитора, скандал был бы замят.
- «Бывшие правоведы никак не могли быть судьями в подобном вопросе» из-за широкой распространённости этого явления в их собственной среде.
- Детально известны обстоятельства последних дней жизни Чайковского, поэтому не находится места и времени для «суда правоведов».
- «Сама версия возникла сравнительно поздно и не в среде близких композитору людей».

## Версия Роланда Уайли в отношении смерти композитора
Американский музыковед, специализирующийся на русской музыке и балете XIX века, Роланд Джон Уайли в книге «Чайковский», вышедшей в 2009 году в издательстве Оксфордского университета, предполагал, что наряду с двумя основными версиями возможна ещё одна: «Третье объяснение состоит в том, что смерть возникла в результате совокупности [негативных] факторов, скрытых на протяжении длительного периода (англ. «A third explanation is that death resulted from a totality of influences conspiring over a long period»). Чайковский чувствовал, что смерть близка, но это произошло в удобное для него время». Уайли подчёркивал неизбежность смерти Чайковского: основной недуг — катар желудка, употребление на этом фоне большого количества водки и вина (для доказательства этого факта исследователь ссылался на свидетельство Василия Беренсона). «Вечерами, особенно в периоды „мелких приступов“, он злоупотреблял коньяком, и было время, когда, по словам своих братьев, он был близок к настоящему алкоголизму… Он курил безостановочно с четырнадцати лет, особенно когда он работал», — писал также лечащий врач композитора. Чайковский курил не только сигареты, но и сигары.
В подтверждение своей точки зрения Уайли ссылался на письмо Владимира Давыдова к Модесту за июль 1898 года. По его мнению, оно подтверждает предлагаемую им версию: «Видите ли, у дяди Пети был ужасный катар желудка, который в моё время был явно сильным, но который был доведён до крайности и, наконец, послужил основой его смертельной болезни». Уайли собрал воедино свидетельства тяжёлого состояния здоровья композитора за 1893 год. Чайковский отказался приехать в Шверин на репетиции «Иоланты» по состоянию здоровья, сделал внеплановую остановку в Харькове из-за тяжёлого расстройства здоровья, в письме от 8 марта Чайковский упоминал о прекращении двухнедельной головной боли, из Лондона сообщал о боли внизу живота в сочетании с болями и слабостью в коленях, жаловался на проблемы с желудком во время пребывания в Уколово и в Москве в июле, в долговом обязательстве Екатерине Ларош 1 августа он допускал свою смерть в течение следующих семи месяцев и указывал, как действовать в этом случае. Николай Чайковский в письме к Модесту от 28 июля сообщил о болезни брата Петра в Уколово как о «холерине», и Уайли считал, что это заболевание могло затаиться в его организме (англ. have been dormant in his system).
Уайли также напоминал, что виолончелист Анатолий Брандуков, посетивший композитора в Клину, упоминал о желании Чайковского быть похороненным в селе Фроловском — «Чайковский думал о смерти. Болезнь, метафорой которой является фатум, лежала в основе последних лет его жизни». По словам Уайли, Чайковский стал «рассматривать смерть как естественный конец жизни». Доктор искусствоведения, профессор Бар-Иланского университета Марина Рыцарева отмечала, что «многие англо-американские писатели (перекликаясь с раннесоветским неприятием его сентиментальности) акцентируют и смакуют его нервозность, переводя её в патологию, истеричность, ипохондрию, психастению, болезненную извращённость и т.д.». 
Выдвигая собственную версию смерти композитора, Уайли тем не менее заявлял в заключение своей книги: «Мы не знаем и, вероятно, никогда не узнаем бесспорную причину гибели Чайковского». При этом он, однако, несколько ранее заявлял: «Его смерть и его музыка связаны только тем, что чем выше оценка его музыки, тем менее важны детали его смерти». Марина Рыцарева обращала внимание: Уайли писал о том, что доступная для изучения часть писем (оригинальных, без правок Модеста Чайковского и без последующих редакций советских музыковедов) «настолько невелика, что нужно честно признать — мы очень мало знаем о личности Чайковского». Она отмечала, что позиция Роланда Джона Уайли представляется ей наиболее авторитетной и взвешенной.

## Смерть композитора в художественной литературе, оперном театре и кинематографе

### В художественной литературе

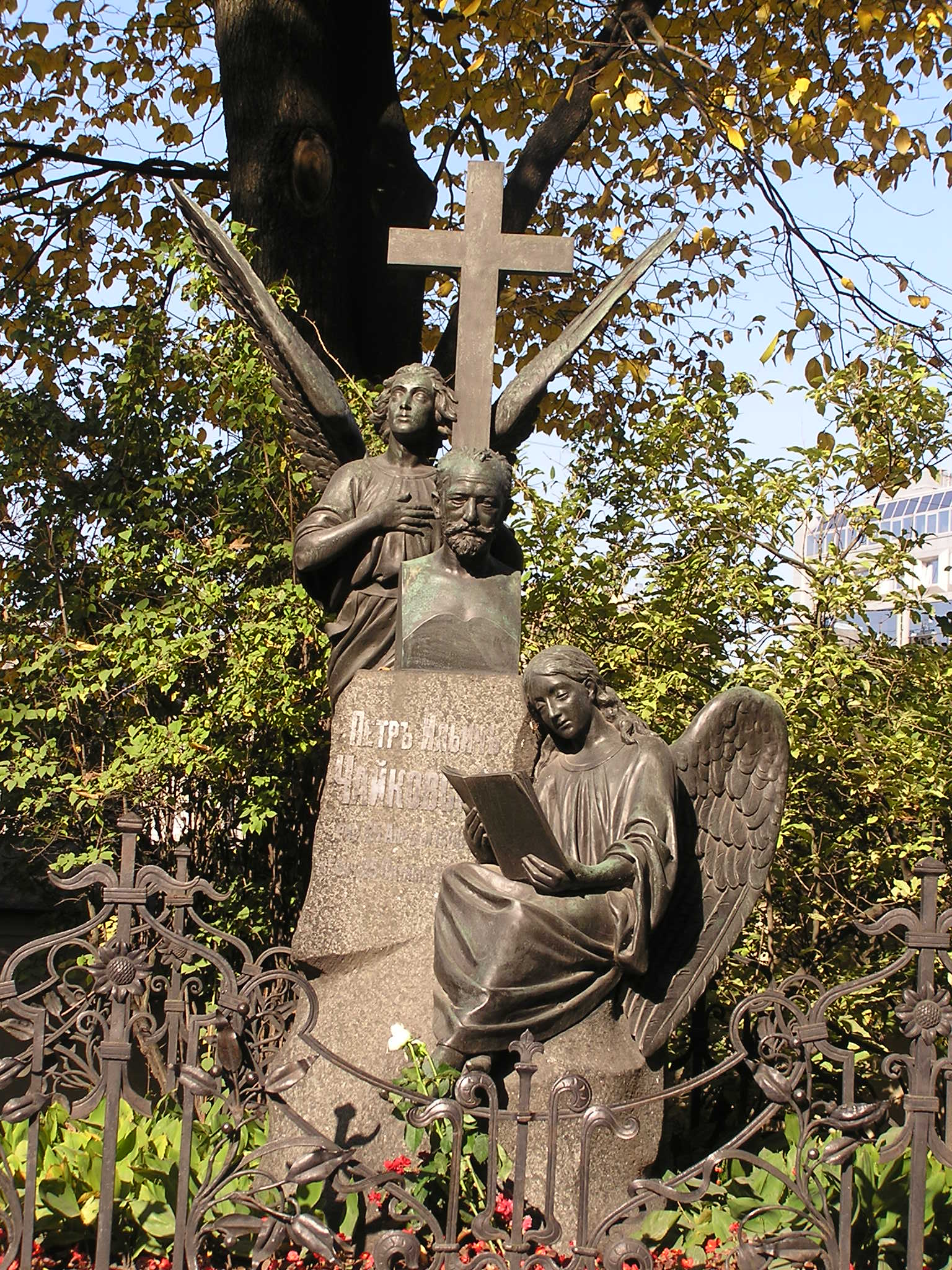
Тихвинское кладбище Александро-Невской Лавры. Некрополь мастеров искусств, надгробие П. И. Чайковского

Немецкий писатель Клаус Манн подробно рассказывал о смерти Чайковского в своём романе «Пётр Ильич Чайковский. Патетическая симфония» (оригинальное название — нем. «Symphonie Pathétique», 1935). Эссеист, лауреат нескольких литературных премий Борис Хазанов считал, что он наиболее интересен для российского читателя в творчестве писателя, но: «Роман этот, однако, в такой же мере о Чайковском, как и о самом себе».
Действие романа происходит с декабря 1887 по октябрь 1893 года. В книге детально описываются события последних дней жизни композитора: посещение Александринского театра и ресторана Лейнера, эпизод со стаканом «холодной» (у Манна) воды, болезнь (Манн не сомневается, что это — холера), появление священника… Писатель добавил ряд эпизодов, отсутствующих у современников: в забытьи Чайковский требует у слуги Назара якобы украденные им часы — свой талисман, смущённый Назар передаёт ему будильник, после чего композитор успокаивается; в момент смерти рядом с Чайковским находится только сиделка, которая, выйдя в соседнюю комнату, сообщает ужинающим в это время друзьям и родственникам Чайковского о том, что композитор скончался.
В документальном романе французского писателя Анри Труайя «Пётр Чайковский и Надежда фон Мекк» сцены болезни и смерти нет, но подробно описывается реакция главной героини на известие о них. Героиня узнаёт две версии смерти композитора — официальную из газет и о самоубийстве из слухов. «Обвинённый в гомосексуальности и оказавшийся под угрозой публичного разоблачения, сопряжённого с крахом его карьеры… он предпочёл уйти, чтобы заткнуть рты всем тем, у кого совесть чиста и нравы безупречны», — размышляет Надежда фон Мекк в романе, — «Надежда приходит к мысли, что, если Чайковский, вместо того чтобы отравиться, повеситься или пустить себе пулю в лоб, предпочёл выпить некипячёной воды… то это потому, что… он не умел принять решение окончательно и бесповоротно. Точно так же, как он вёл с ней нечестную игру, в которой было, без сомнения, немного привязанности и много интереса».

### В публицистике
Писатель Юрий Нагибин опубликовал в 1990 году статью «Чайковский: финал трагедии». Позже статья неоднократно входила в сборники работ писателя. Нагибин безоговорочно принимал версию Орловой, но признавался в неспособности назвать конкретные детали происшествия: «Я сожалею, что у меня под рукой нет материалов, и я не помню имён участников этой драмы, которые все установлены. Пётр Ильич покончил с собой по приговору суда чести выпускников юридического училища, к числу которых сам принадлежал». Тему самоубийства композитора писатель развивал также в статье «Загадки Чайковского». 
В документально-художественной повести «П. И. Чайковский» Натальи Калининой, вышедшей в 1988 году в издательстве «Детская литература», присутствует сцена в ресторане Лейнера, но нет описания болезни и смерти композитора. Автор указала только, что смерть последовала от холеры и сообщила вслед за этим: «Внезапная смерть гения всегда вызывает массу слухов, нелепых предположений о самоубийстве, о таинственном отравлении, и поныне с удовольствием смакуемых далёкими от искусства людьми».
В 1990 году была опубликована книга инженера-кораблестроителя по образованию, посвятившего большую часть жизни работе над биографиями русских музыкантов, Бориса Никитина «Чайковский. Старое и новое». Повествование в книге начинается с концерта, состоявшегося в 1973 году в престижном лондонском зале, на котором Леопольд Стоковский дирижировал Шестой симфонией. Среди слушателей после концерта завязывается спор о причине смерти композитора. Автор подробно описывает, опираясь на свидетельства современников, события последней болезни Чайковского в главе «Стакан сырой воды», останавливается в главе «Молва» на появлении слухов о самоубийстве. В главе «Старое и новое» воспроизведена дискуссия, относящаяся к 1973 году, между автором и некоей не названной по имени молодой англичанкой о возможности и степени вероятности самоубийства композитора. В связи с этим спором Никитин излагает версию Александры Орловой и перечисляет те работы историков русской музыки, в которых она принята за основу повествования о смерти Чайковского. При этом сам Никитин относится к данной версии негативно, ставя её в один ряд с другими слухами о композиторе: «Любовные похождения Петра Ильича, далеко не всегда аномальные, но почти всегда вымышленные, Эдипов комплекс, психопатические отклонения, алкоголизм, поиски приключений и сами приключения необыкновенного характера…». Анализируя общее состояние данной проблемы, в заключении своей книги он писал: «Практически нет современной популярной и в то же время достаточно серьёзной литературы о музыке, в том числе и о музыке Чайковского, которая открывала бы новые её стороны, проникая в суть глубочайшего эмоционального содержания и тесно связывая его произведения с жизнью. Ведь жажда познания есть, но она не удовлетворяется».

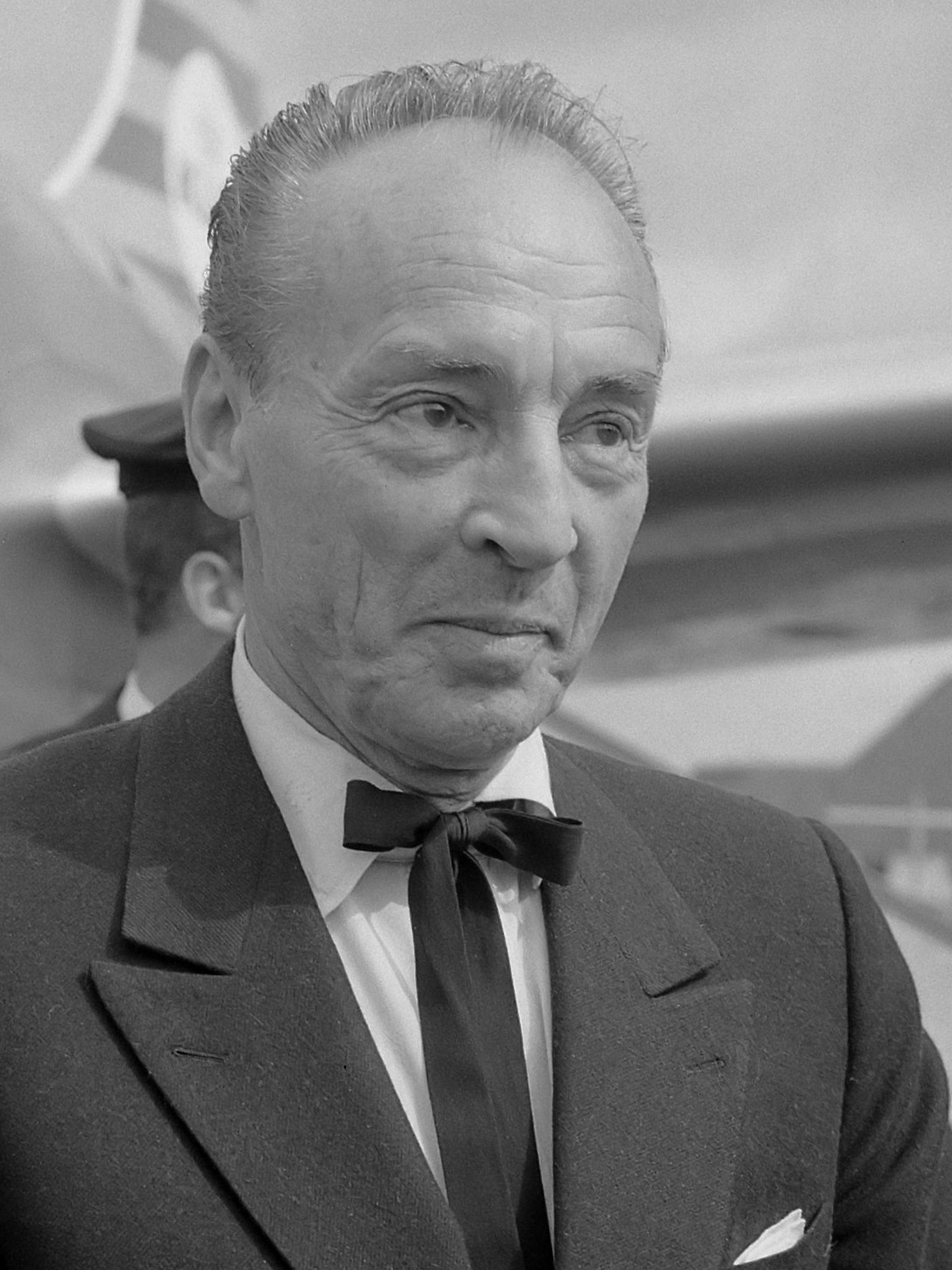
Джордж Баланчин в 1965 году

Литератор Соломон Волков в книге «„Страсти по Чайковскому“. Разговоры с Джорджем Баланчиным» приводил мнение балетмейстера о смерти Чайковского. Баланчин отказывался верить в употребление композитором сырой воды в обычных обстоятельствах: композитор испытывал сложности с пищеварительной системой, был предельно осторожен в питании и получил известность как крайне мнительный человек. Он предлагал два объяснения:
- Сырая вода маскировала самоубийство с использованием яда. Шестую симфонию Баланчин воспринимал как «записку о самоубийстве». По мнению балетмейстера, Чайковский «боялся старости, боялся болезней. Он беспокоился, что исписался. Ему казалось, что в своей музыке он начинает повторять сам себя». Именно это могло толкнуть его на решительный шаг[266].
- Чайковский играл с судьбой: играл в «„русскую рулетку“: заражусь холерой — или не заражусь?»[267][268]. Чайковский много размышлял о судьбе и её причудах. Русская литература сделала игроков своими героями. Игра в русскую рулетку была в то время широко распространена в русском обществе, особенно среди офицеров[267].

Кандидат исторических наук Лев Лурье излагает обстоятельства смерти композитора в книге «22 смерти, 63 версии», вышедшей в 2011 году. В аннотации к книге утверждается, что книга не является академическим изданием, так как в ней нет научного аппарата, но автор старался учесть важнейшие источники и принять во внимание противоположные точки зрения. Наряду с двумя версиями, которые к тому времени обсуждались в научной литературе и в средствах массовой информации, он предлагал выделить из версии самоубийства особую третью версию — самоубийство путём «непротивления заражению холерой» из-за личных мотивов, отделив её от «самоубийства по приговору». При этом Лурье сам писал, что это — «ход неэстетичный и по меньшей мере странный: версия в принципе умозрительна». Подводя итог сравнению версий, историк делал вывод: «Эксгумация и исследование останков современными лабораторными методами могли бы подтвердить или опровергнуть версию Александры Орловой. Впрочем, её аргументы построены на довольно слабых основаниях. И прах Петра Ильича вряд ли будет потревожен».
В 2017 году в книге «Агонизирующая столица. Как Петербург противостоял семи страшнейшим эпидемиям холеры» главный редактор газеты «Санкт-Петербургские ведомости», председатель Санкт-Петербургского отделения Союза журналистов России Дмитрий Шерих отдельную главу «1893 год. Чайковский, последние дни» посвятил истории болезни и смерти композитора. Он отрицал версию самоубийства и подробно цитировал свидетельства современников Чайковского.

### Смерть композитора в оперном театре
В 1995 году в лондонском театре Vocem Electric Voice с участием ансамбля Endymion состоялась мировая премьера оперы британского композитора Майкла Финнисси о смерти Чайковского «Позорный порок» (англ. «Shameful Vice»). По её сюжету, суд чести выпускников престижного учебного заведения приговаривает Чайковского к смерти. Задачей оперы, по мнению художественного критика газеты The Independent Николаса Уильямса, было пробудить сочувствие аудитории независимо от соответствия сюжета реальным фактам. Партитуру Финнисси он назвал психологическим исследованием темы снов, побуждений… Опера держит зрителя в напряжении на протяжении 14 сцен. В спектакле была задействована труппа пантомимы, дублирующая хор. Финнисси использовал в опере цитаты из произведений самого Чайковского.

### В художественном кинематографе
Американский музыкальный критик Чарльз П. Митчелл подверг анализу фильмы о П. И. Чайковском, снятые к началу XXI века, в одной из глав своей книги «Великие композиторы, запечатлённые в фильмах с 1913 по 2002 год». Он кратко пересказывал в этой главе обе версии смерти композитора, основываясь для версии о самоубийстве на биографии Чайковского Энтони Холдена, а для версии о смерти от холеры — на книге Александра Познанского «Последние дни Чайковского».
Смертью Чайковского завершается снятый в нацистской Германии фильм «Средь шумного бала» (1939, оригинальное название: нем. «Es war eine rauschende Ballnacht» — «Эта упоительная бальная ночь»). Кандидат исторических наук Андрей Васильченко охарактеризовал фильм как «красивую мелодраму, пропитанную музыкой Чайковского», но писал, что без музыки и отличной игры артистов он мог бы восприниматься как «поделка, которая поставлена в изящных интерьерах и с излишней патетикой». Утверждалось, что в основе лежит реальная история, что, по мнению Васильченко, является намёком на фон Мекк, но основой сюжета является страстная любовь между вымышленной светской красавицей Катериной Муракиной и композитором. Премьера фильма состоялась за несколько дней до начала Второй мировой войны.
Роль композитора исполнил актёр Ханс Штюве. 1893 год, в столице эпидемия холеры. По сценарию фильма, Чайковский заразился холерой, заботясь о своём умирающем слуге. На самом деле его слуга Алексей Софронов пережил хозяина и стал наследником одной седьмой части имущества Чайковского. Композитору становится плохо во время премьеры Шестой симфонии. Он без сознания лежит в служебном помещении концертного зала, куда к нему собираются друзья. Над Чайковским наклоняется влюблённая в него аристократка Екатерина Муракина (Цара Леандер). В зале продолжает звучать Шестая симфония, и композитор, приходя в себя, шепчет: «Тише! Тише скрипки!», «Где же трубы?». Камера показывает заплаканное лицо Муракиной. Звучат слова: «Всевышний забирает из этого мира людей, чтобы вести их в вечность!», и Муракина повторяет: «Вечность!» Чарльз Митчелл писал в своей книге о великих композиторах в кинематографе: «В нём [фильме] много драматической иронии. [В ленте] Чайковский умер во время дирижирования Патетической симфонии в Москве. В реальной жизни он должен был работать в Москве через три недели после премьеры в Санкт-Петербурге. Однако он умер через девять дней после петербургской премьеры». Саму сцену смерти композитора в фильме Митчелл назвал «лучшей в картине, возможно, немного банальной, но очень эффектной».
В 1969 году на Московской ордена Ленина киностудии «Мосфильм» были завершены съёмки двухсерийного широкоформатного художественного фильма «Чайковский», поставленного режиссёром Игорем Таланкиным. Премьера фильма состоялась 31 августа 1970 года. Сцена смерти композитора в фильме отсутствует. Иннокентий Смоктуновский, играющий Чайковского, дирижирует премьерой Шестой симфонии. На фоне органа в кадре появляется надпись: «Через восемь дней после этого концерта Пётр Ильич умер». Вслед за этим появляется кадр зимнего Санкт-Петербурга. Сильный ветер поднимает снежный вихрь. По мосту через Зимнюю канавку, а затем мимо Казанского собора проезжают две телеги с гробами умерших от холеры, впереди идёт человек с почтовым рожком, предупреждая его звуками об опасности заразиться от мёртвых тел.

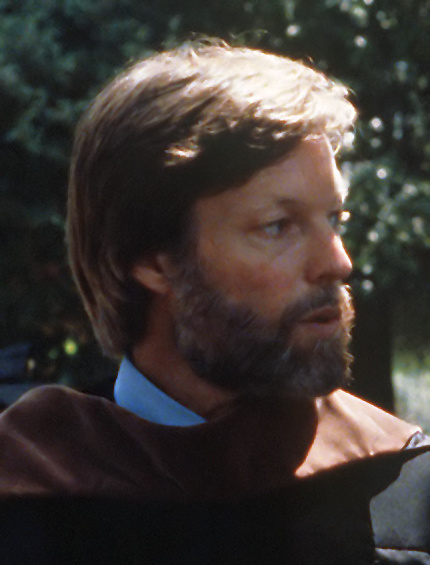
Ричард Чемберлен в 1982 году

В фильме британского режиссёра Кена Рассела «Любители музыки» (англ. «The Music Lovers», 1971) роль Чайковского исполнил Ричард Чемберлен. Сам режиссёр рассказывал: «„Любители музыки“ посвящены не столько человеку, сколько идее о разрушительном влиянии фантазии на жизни людей. Как и большинство художников, Чайковский умел сублимировать личные проблемы в своём искусстве… Чайковский вложил все свои проблемы в музыку и думал, что они исчезнут, и всё будет решено. Это… уничтожило людей, с которыми он сталкивался, таких как его сестра и Нина [Антонина Милюкова — супруга композитора], потому что они были настоящими, и их проблемы были реальными. Для них не было спасения от [его] музыкальных мечтаний». Автор статьи о фильме в сборнике «Чайковский и его современники» (англ. «Tchaikovsky and His Contemporaries», 1999) Джеймс Круконес писал о фильме: «„Любители музыки“ больше говорят о Кене Расселе, чем про Петра Ильича Чайковского, фильм не столько старается воссоздать историю, сколько переосмыслить её, причём весьма субъективно».
В одной из сцен фильма композитор посещает ресторан Лейнера вместе с братом Модестом (актёр Кеннет Колли, других друзей и родственников, присутствовавших в реальности в ресторане, в фильме нет). Композитор требует стакан сырой воды, вспоминает смерть своей матери от холеры и после некоторых колебаний выбирает сырую воду, предпочтя её бокалу с красным вином. В другой сцене Модест просит врача не записывать в истории болезни, что Чайковский добровольно выпил стакан сырой воды, что может быть воспринято как самоубийство (именно так эти события воспринимает сотрудник факультета Истории искусств Университета Джона Кэрролла Джеймс Круконес). Чайковский, лёжа в постели, в бреду вспоминает некую женщину (Джеймс Круконес считал, что имеется в виду Антонина Милюкова) и сожалеет о том, как сложились их отношения. По требованию врача композитора погружают в горячую ванну, в которой он умирает. В последнюю минуту жизни в его сознании проносятся образы дорогих ему людей. Затем камера показывает мёртвое тело Чайковского, одетое в пижаму и лежащее на полу. Российский кинокритик Алексей Гусев писал об этом фильме: «„Любители музыки“ кажутся возмутительной (или очаровательно своевольной) пародией на подлинную биографию Чайковского всем, кто с ней незнаком. Именно самые вопиющие моменты фильма, в которых Рассел ради красного словца, кажется, жертвует элементарными приличиями, — по меньшей мере, точное обобщение реальных, задокументированных фактов».
Другую оценку фильму дал преподаватель кафедры духовых и ударных инструментов Петрозаводской государственной консерватории имени А. К. Глазунова Александр Девятко в статье «„Любители музыки“ — не для любителей музыки», размещённой на официальном сайте этого учебного заведения: «Всё это — отвратительный фарс». По его мнению, «кинолента „Любители музыки“ представляет собой набор интимных фантазий, которые господин Рассел преподносит зрителю как подлинные фрагменты из жизни Чайковского». Как пример Девятко приводит сцену смерти композитора: «Несмотря на то, что композитор умер от холеры, для лечения которой были назначены горячие ванны, кинолента „Любители музыки“ завершается тем, что он был просто сварен до смерти; это именно то, что фильм делает с гением Чайковского».
Ожесточённые споры вызвали съёмки фильма о Чайковском российского режиссёра Кирилла Серебренникова. В сценарии Юрия Арабова, написанном специально для него, взят только последний период жизни композитора «и его душевные терзания, связанные с нетрадиционной сексуальной ориентацией». В интервью газете «Известия» Арабов в 2014 году рассказывал: «Чайковский в моём сценарии находится под печатью слухов и крайне от этого переживает. Есть легенда о том, что друзья-правоведы устроили композитору суд совести, и я использовал её, чтобы превратить эту сцену в кошмар самого Чайковского». Позже пресса сообщала, что уже сам режиссёр за время пребывания под домашним арестом в 2019 году написал сценарий будущего сериала о жене композитора Антонине Милюковой. В сентябре 2021 года в интернете появилась черновая версия фильма, а на YouTube был опубликован фрагмент ленты.

### В документалистике
В 1993 году британский режиссёр Джон Парди снял в документально-публицистическом цикле «Omnibus» на телеканале BBC фильм «Кто убил Чайковского?» (англ. «Who Killed Tchaikovsky»). В нём английский писатель, телеведущий и художественный критик Энтони Холден проводит расследование обстоятельств смерти композитора и пытается выяснить её причины. Продолжительность фильма 50 минут. В 2009 году документальный фильм «Смерть композиторов. Чайковский» сняла режиссёр Ирина Мишина. Авторы сосредоточили внимание на «гипотезах и домыслах разной степени бульварности, диапазон которых простирался от убийства или самоубийства до упрёков в неосторожности». Фильм демонстрировался к 120-летию со дня смерти Петра Ильича Чайковского на телеканале НТВ +. В фильме выступает доктор медицинских наук, в то время доцент кафедры судебно-медицинской экспертизы Московского государственного медико-стоматологического университета Евгений Баринов, доктор искусствоведения, профессор Московской консерватории Ирина Скворцова, директор музея «Чайковский и Москва» Валерия Евсеева. 
На телеканале «Звезда» в 2016 году демонстрировался документальный фильм «Улика из прошлого. Чайковский. Тайна смерти» (автор — Александр Колпаков, режиссёр — Элеонора Тухарели, фильм был снят на студии «ТВПорт»). На сайте телеканала была помещена аннотация к нему, гласившая: «Мы проанализируем события октября 1893 года с помощью достижений современной науки. Разберёмся во всех обстоятельствах смерти гения, чтобы выяснить настоящую причину его ухода». Авторы фильма отрицают возможность использования яда третьими лицами для убийства композитора и версию Александры Орловой, однако допускают возможность использования стакана сырой воды как способа игры со смертью в условиях отчаяния, охватившего Чайковского в октябре 1893 года, и некомпетентность или безразличие врачей, а также указывают на состав венгерской минеральной воды, использованной композитором для самолечения, но создавшей условия для ускоренного развития холерных вибрионов. В число экспертов, привлечённых к участию в фильме, вошли судебный эксперт, специализирующийся на анализе очерка и речи, Ксения Романова, доктор искусствоведения, хранитель архива композитора в Клину Полина Вайдман, кандидат искусствоведения Александр Комаров, главный токсиколог Министерства здравоохранения Юрий Остапенко, судебно-медицинский эксперт, кандидат медицинских наук Марина Шилова, старший научный сотрудник Института вирусологии имени Д. И. Ивановского, кандидат биологических наук Фёдор Лисицын.